# Villa Hügel (Essen)

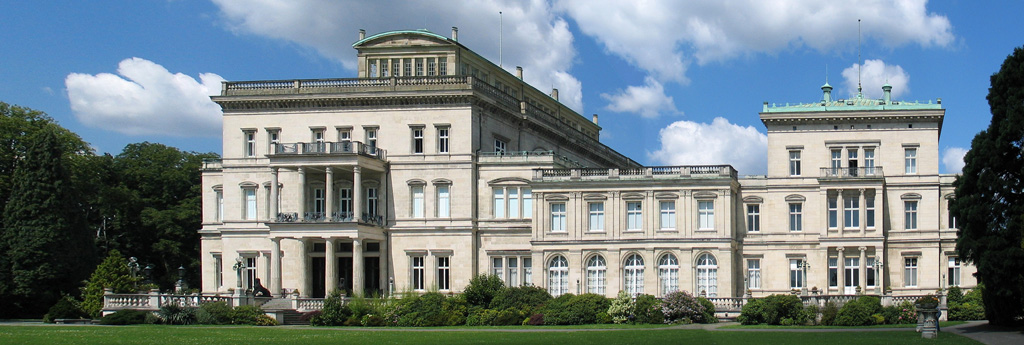
Villa Hügel (Gartenansicht), links die Bibliothek und die Terrasse,
mittig der Gartensaal, rechts das heutige Museum (2004)

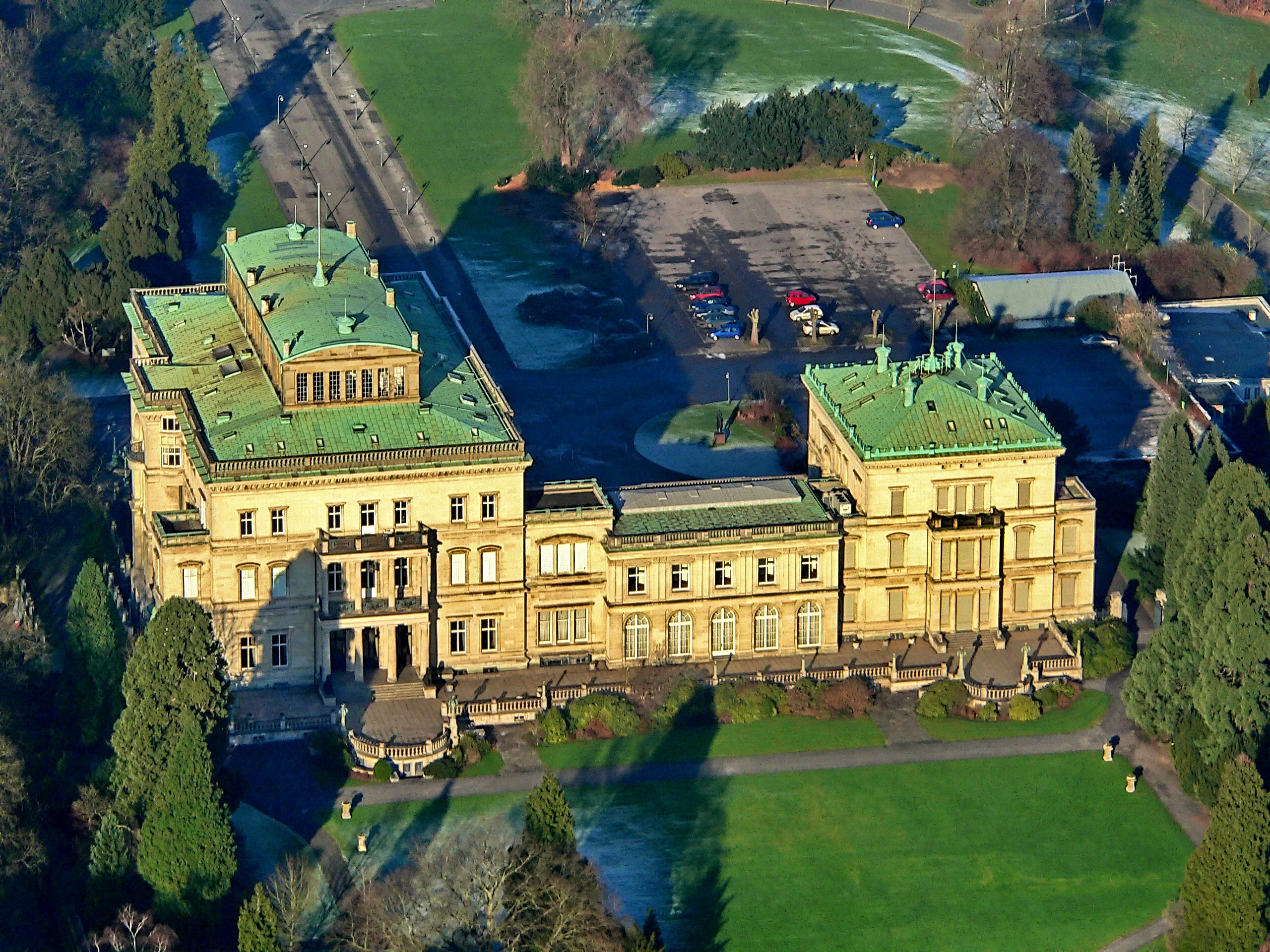
Villa Hügel Luftbild aus Richtung Süden, 2007

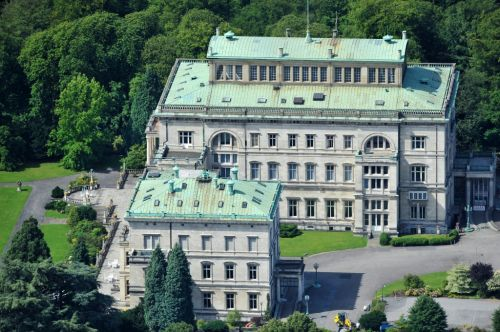
Villa Hügel – Luftbild der Rückseite 2012

Die Villa Hügel im Essener Stadtteil Bredeney wurde 1870–1873 im Auftrag von Alfred Krupp errichtet und ist das ehemalige Wohn- und Repräsentationshaus der Industriellenfamilie Krupp.
Die schlossähnliche Villa hat auf ihren 11.000 Quadratmetern Wohn- und Nutzfläche 399 Räume und liegt – an prominenter Stelle über dem Ruhrtal und dem Baldeneysee – im 40 Hektar großen zugehörigen Hügelpark.
Heute ist die Alfried Krupp von Bohlen und Halbach-Stiftung Eigentümerin des Anwesens. In der Villa hat auch die Kulturstiftung Ruhr ihren Sitz. Im Haus finden regelmäßig Veranstaltungen, z. B. Konzerte oder Ausstellungen, statt. Zahlreiche historische Räume sowie die Historische Ausstellung Krupp werden der Öffentlichkeit zugänglich gemacht.

## Geschichte

### Vorgeschichte

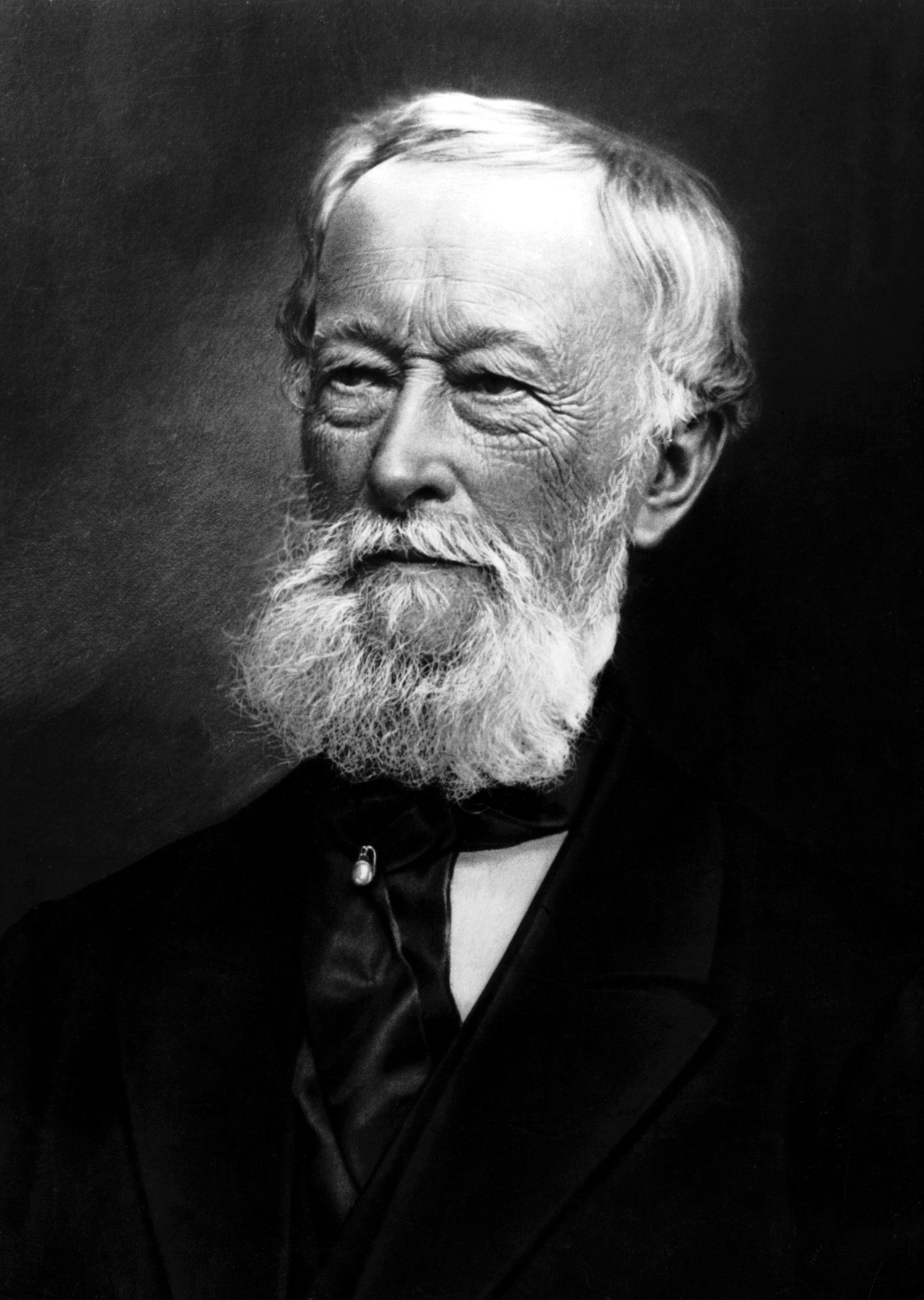
Alfred Krupp, Bauherr der Villa Hügel

Die Entstehung der Villa geht mit den Veränderungen in der Friedrich Krupp AG einher. Im Jahr 1862 wurde durch Alfred Krupp die Prokura in der Firma eingeführt. Er beabsichtigte damit seine Rolle in dem stark gewachsenen Unternehmen auf die strategischen Entscheidungen und die Aufsichtsfunktion zu beschränken. War es bis dato üblich, auf dem Unternehmensgelände zu leben, spiegelt sich dieser „Rückzug“ auch in der Verlagerung des Wohnsitzes der Familie wider.
Im Herbst 1863 besichtigte Krupp das heutige Gelände und entschloss sich im Januar 1864 so viel wie möglich des damaligen Gutes Klosterbuschhof zu erwerben. Um den Umzug zu beschleunigen, wurde zunächst der Klosterbuschhof um einen Turm erweitert und zu einer Villa umgebaut. Erste Skizzen des Baues entwarf Krupp selbst zusammen mit dem unternehmensinternen Baubüro. Das stand zunächst unter der Leitung von Ferdinand Barchewitz, ab 1863 unter der Leitung von Gustav Kraemer, die die weitere Ausarbeitung der Pläne übernahmen. Barchewitz fertigte – nun unter Leitung von Kraemer – genaue Baupläne nach den Skizzen Krupps an, die als Grundlage für die weiteren Arbeiten dienten.

### Bau
Nachdem Bodenuntersuchungen gezeigt hatten, dass sich auf dem Gelände etliche alte Schachtanlagen befanden, die für die Bauarbeiten zunächst gesichert werden mussten, begannen 1869 schließlich die Arbeiten an der eigentlichen Villa. Aus Nizza wies Krupp die Prokura an, die Arbeiten für die Anlage des Fundamentes vorzubereiten. Für die konkrete Umsetzung wurde dringend ein Architekt gesucht, wozu am 15. April 1869 in der Deutschen Bauzeitung eine entsprechende Annonce erschien. Da diese jedoch ohne die erhoffte Resonanz blieb, folgten am 30. September zwei weitere Anzeigen im gleichen Blatt. Der Mangel an Verständnis, der den Konflikt zwischen den späteren Architekten und dem Bauherrn auslösen sollte, begann sich jetzt schon abzuzeichnen. So drängte Krupp auf eine Ausschreibung der Materialien für den Bau der Villa und die Anlage eines Hafens für deren Antransport, obwohl noch keine konkreten Planungen für die Gebäude vorlagen. Die Tatsache, dass keine brauchbaren Pläne vorlagen, aus denen die spätere Gestalt der Villa zu ersehen war, erschwerte zudem die Suche nach einem Architekten. So lehnte beispielsweise Richard Lucae eine Anstellung mit der Begründung ab, dass Barchewitz’ Pläne aus seiner Sicht komplett überarbeitet werden müssten.

1872: die Villa Hügel im Bau

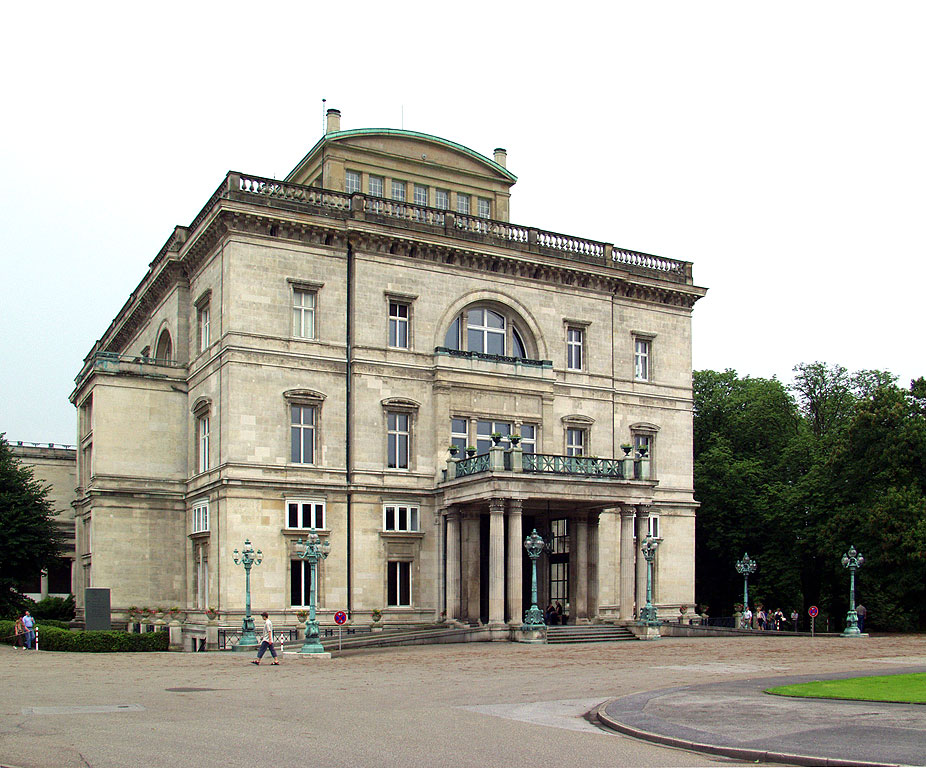
Villa Hügel, Haupthaus im Jahr 2004

Da sich bis zum 4. Oktober noch kein passender Architekt gefunden hatte, schlug Kraemer vor, sich an den Kölner Dombaumeister Richard Voigtel zu wenden, um zumindest die Materialfrage klären zu können. Auch weil Krupp Angst vor Feuer hatte, wurden beim Bau – wo immer möglich – nichtbrennbare Materialien wie Stein, Stahl oder Glas vorgesehen. Des Weiteren begab er sich persönlich auf die Suche nach qualifizierten Architekten, die das Projekt realisieren sollten. Dabei stellten sich allerdings zwei Punkte als größte Schwierigkeit heraus: Zum einen wurden die Pläne von Barchewitz als indiskutabel angesehen, und zum anderen schreckte die häufige Einmischung Krupps und seine Ansicht über die Rolle des Architekten als Erfüllungsgehilfe seiner Vorstellungen kompetente Fachleute ab. Diese von Kraemer geäußerte Kritik prallte an Krupp allerdings ab. In einem Brief vom 13. Oktober 1869 antwortete er Kraemer: „Wenn es auch nicht in Berlin ist, so wird der Rest des großen civilisierten Erdballs doch wohl einen Dirigenten der praktischen Arbeit liefern, wie wir ihn brauchen … An Größen und Lagen, so wie Verbindungen der Räume und an Lage der Gebäude will ich nichts ändern lassen, denn ich will das Ganze nach meinen Begriffen wie Comfort und Annehmlichkeit ausgeführt haben und dies kann nur hier unter meinen Augen bei täglicher Besprechung gelingen.“
Am 23. und 24. Januar 1870 trafen sich Richard Voigtel, Paul Emanuel Spieker, Julius Emmerich, Gustav Hans Karl Diechmann und Gustav Kraemer zu einer Konferenz über den Bau der Villa. Ferdinand Barchewitz wurde schon nicht mehr eingeladen. Das Verhältnis zwischen ihm und Krupp hatte sich zwischenzeitlich abgekühlt, und er war ab diesem Tag nur noch für die Neben- und Wirtschaftsgebäude zuständig. Spieker erklärte sich bereit, die Pläne Barchewitz’ zu überarbeiten. Zusammen mit Johann Eduard Jacobsthal legte er Krupp eine überarbeitete Planung vor, welche Änderungen an Loggien oder Balkonen enthielten. Krupp lehnte diese ab und sie mussten wieder aus den Plänen gestrichen werden.
Spieker kommentierte den Ablauf der Planung einmal in einem Brief an einen Kollegen: „Bei dem schleierhaften Geheimnis aber, das die Verhältnisse bedeckt, fährt man mit einer Stange im Nebel herum!“ Anschließend begab er sich auch auf die Suche nach einem geeigneten Architekten für die Bauleitung. Allerdings wies er Krupp darauf hin, dass allein dessen Vorstellung bezüglich des Gehaltes von 2400 bis 3000 Talern pro Jahr keinen namhaften Architekten anlocken würde. August Orth beispielsweise habe, so berichtete er, seines Wissens ein Einkommen zwischen 6000 und 8000 Talern pro Jahr. Sein erster Vorschlag, Victor von Weltzien, wurde von Krupp aufgrund seiner adeligen Herkunft abgelehnt. Auch sein zweiter Vorschlag, Eduard Schwarz, traf auf wenig Gegenliebe, da dieser sein Baumeisterexamen nicht abgeschlossen hatte. Nach einem intensiven Briefwechsel kam es am 1. April 1870 schließlich doch zur Einstellung von Schwarz, so dass die Bautätigkeit wieder aufgenommen werden konnte.
Die Bauleitung stand von Anfang an unter großem Druck. Nach dem Beginn der Arbeiten musste Schwarz als erstes schriftlich versichern, dass der Rohbau bis Oktober 1870 fertiggestellt sein würde. Hinzu kamen die häufigen Rügen und Ermahnungen von Krupp. So wurde jegliches herumliegende Material, das sich nicht an seinem vorgesehenen Platz befand, durch Krupp schriftlich vermerkt. Nach der Fertigstellung der Kellerdecke stellten Krupp und Schwarz am 15. Juli bei der Baupolizei schließlich den Antrag für die Baugenehmigung des Wohnhauses. Obwohl die Grundstücksfläche nicht mitgeteilt worden war, erfolgte die Genehmigung ohne Probleme.

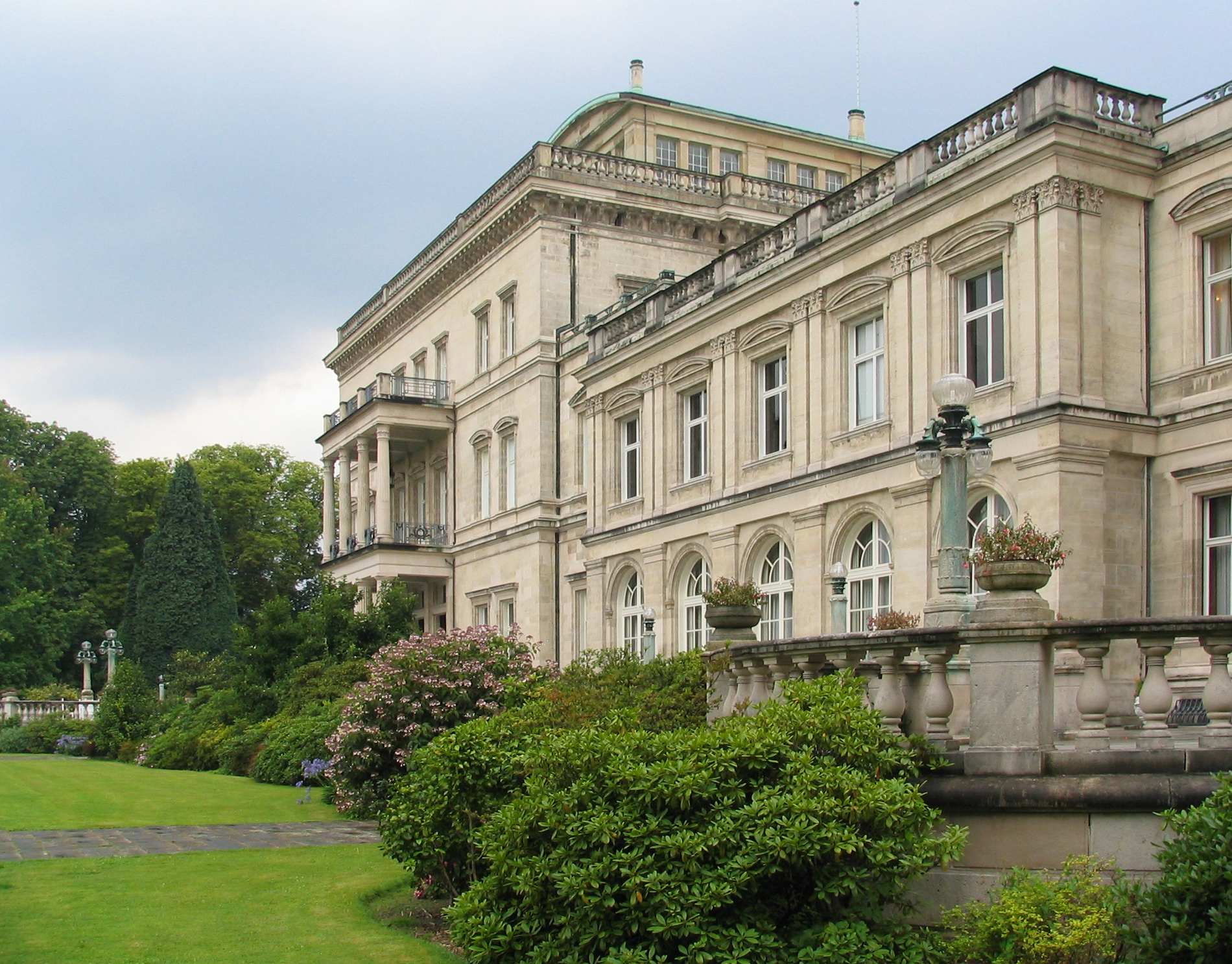
Terrassenseite der Villa Hügel (2007)

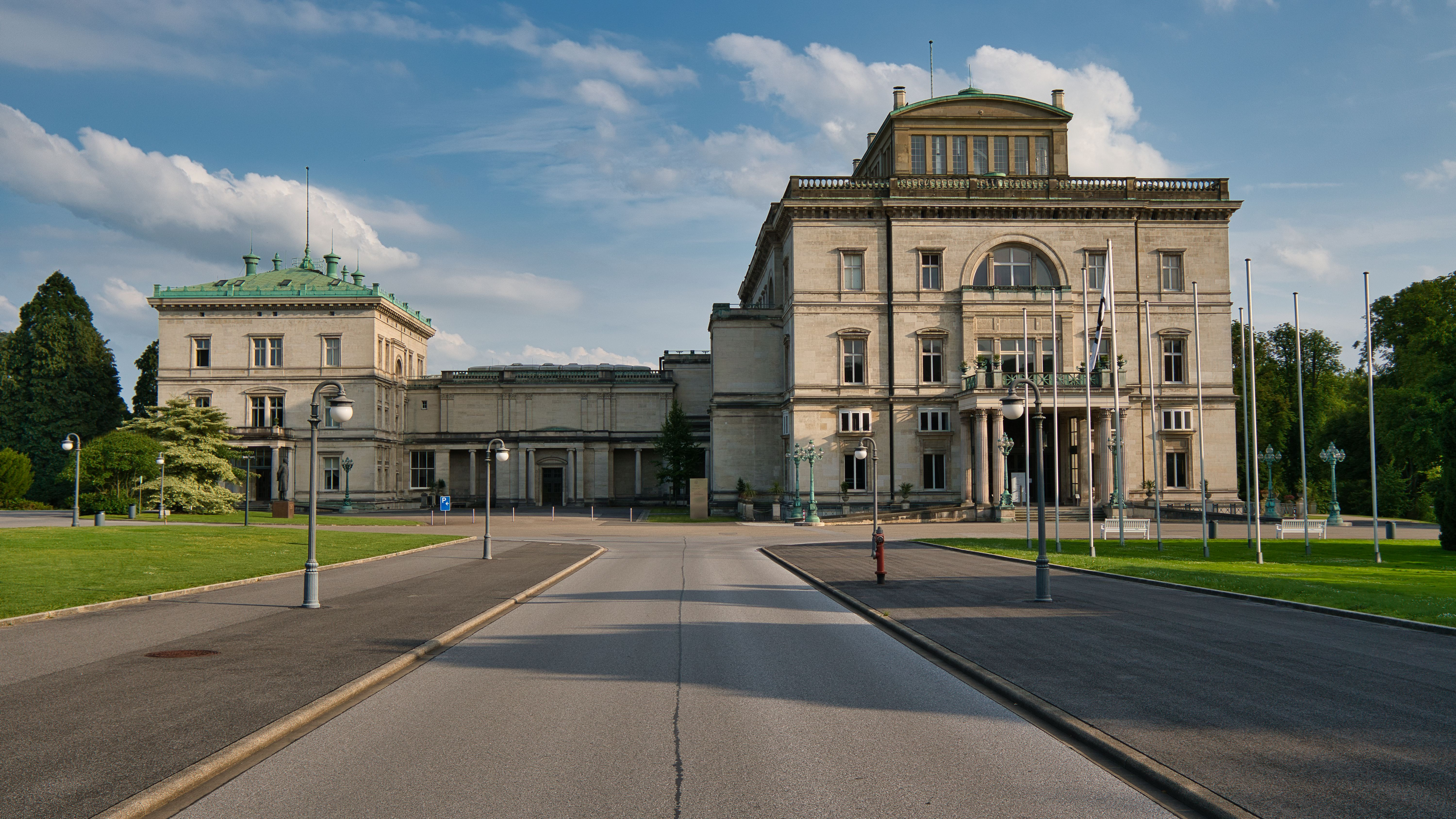
Blick von Norden (2021)

Im selben Jahr beeinträchtigte der Ausbruch des Deutsch-Französischen Krieges am 19. Juli die Bauarbeiten: Die Mehrzahl der französischen Steinmetze verließ die Baustelle und ein Teil der deutschen Arbeiter wurde zum Militärdienst eingezogen. So waren am Bau nur noch vierzig Steinsäger, 300 Maurer und 450 Erdarbeiter beschäftigt. Hinzu kam, dass Spieker und Jacobsthal vorzeitig ihre Stellen aufgaben und somit die Pläne nicht vollständig überarbeitet wurden. Im August berief Schwarz eine Konferenz aller am Bau Beteiligten ein, da mehr und mehr offensichtlich wurde, dass der Termin der Fertigstellung nicht mehr einzuhalten war. Aufgrund des Material- und Personalmangels wurde die Fertigstellung des Rohbaues auf den 30. November verschoben. Des Weiteren wurde ein Teil der Verkleidung mit Naturstein durch Ziegel ersetzt. Zudem mussten Warnungen, dass im südöstlichen Bereich des Hauptgebäudes Bergschäden zu befürchten seien, ignoriert werden, da sonst der Bauablauf gefährdet würde. Im November konnte dann der Rohbau zum neuen Termin fertiggestellt werden.
Doch bereits zu diesem Zeitpunkt zeigten sich Risse im Bauwerk. So sollten die betroffenen Fundamente untermauert werden. Da die notwendigen Bodenuntersuchungen noch nicht abgeschlossen waren, konnte der Umfang der Arbeiten noch nicht abgeschätzt werden. Heftige Regenfälle hatten im Herbst die Fundamente unterspült, so dass am 23. Dezember 1870 der Boden unter der südwestlichen Ecke rund 20 cm absackte und der Erker vom Gebäude abgerissen wurde. Der Zorn Krupps über dieses Unglück richtete sich fast ausschließlich gegen Schwarz, der an jenem Tag bereits bei seiner Familie in Berlin weilte. In einem zwölfseitigen Schreiben machte er seinem Ärger Luft. So schrieb er, Schwarz habe es vorgezogen, „dem Vergnügen nachzugehen, schon am Werktage Sonnabend die Arbeit verlassen, statt die Feiertage der Sicherung des Baues zu widmen“.
Die Zeit für Schwarz begann abzulaufen. Krupp übertrug nun die Bauleitung an das Baugeschäft Funcke und Schürenberg. Kraemer, der auch von den Vorgängen betroffen war, nahm Schwarz in einem Schreiben vom 28. Dezember in Schutz und drohte sogar damit, wenn die Anordnung Krupps bezüglich der Bauleitung nicht rückgängig gemacht würde, mit der Kündigung. In einem weiteren Schreiben Kraemers vom 4. Januar 1871 schlossen sich dem etliche leitende Angestellte des kruppschen Baubüros an. Zudem wurde der Fertigstellungstermin, den Krupp eigenmächtig auf Oktober 1871 festgelegt hatte, nicht akzeptiert. Krupp reagierte, indem er ein separates Baubüro für die Baustelle einrichtete und Julius Rasch mit der Leitung des Büros beauftragte. Kraemer war ab diesem Tag nur noch für die Bautätigkeiten auf dem Werksgelände zuständig. Schwarz war nun Rasch unterstellt. Daraufhin reichte er umgehend Urlaub ein. Schließlich folgte am 1. März 1872 seine Entlassung.
Gleich zu Beginn seiner Tätigkeit veranlasste Rasch zahlreiche Änderungen in der Organisationsstruktur des Baubüros. Mit diesem Vorgehen brachte er einen Großteil der Belegschaft gegen sich auf. Trotzdem wurden die Arbeiten wieder aufgenommen, gingen aber Krupp nicht schnell genug voran. Rasch ging es, was das Verhältnis zu Krupp anbelangte, nicht besser als seinen Vorgängern. Bereits im Mai 1872 setzte sich Krupp mit Paul Emanuel Spieker in Verbindung, damit dieser, zusammen mit Johann Eduard Jacobsthal, Rasch fachlich in seine Schranken weisen sollte. Zudem überhäufte Krupp auch ihn mit Rügen und Mahnungen; schlussendlich wurde die Villa unter der Leitung von Rasch fertiggestellt und es folgte am 10. Januar 1873 der Einzug der Familie Krupp. Damit war die von Krupp anfangs fixierte Bauzeit um rund anderthalb Jahre überschritten.

### Die Villa im Wandel der Generationen

#### 1888–1902: Friedrich Alfred Krupp

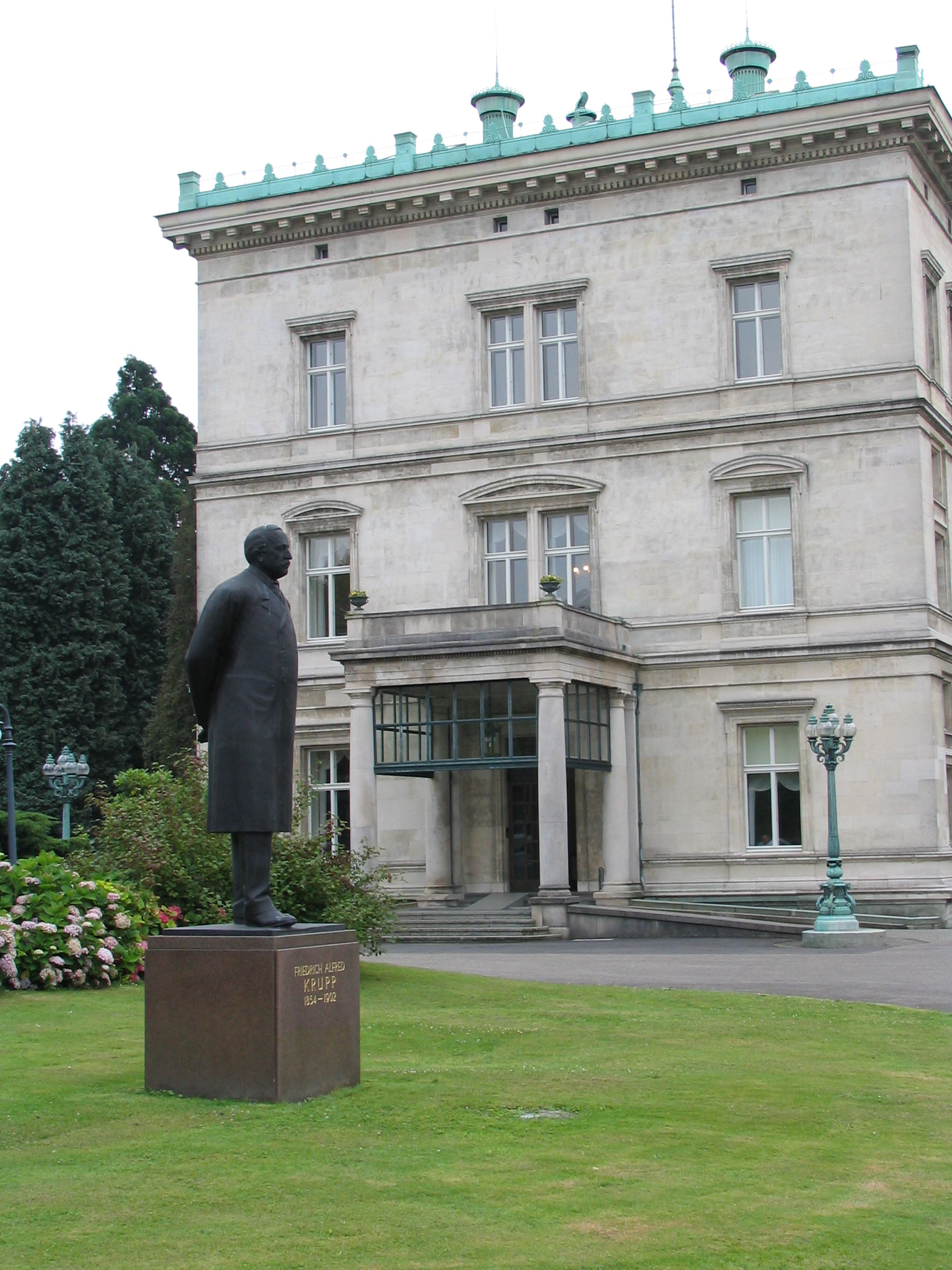
Statue Friedrich Alfred Krupps vor dem Krupp-Museum

War die Innenausstattung von Zeitgenossen Alfred Krupps noch als eher bescheiden und zurückhaltend beurteilt worden, so legte Friedrich Alfred Krupp mehr Wert auf prächtige, komfortable Wohnräume. Gemeinsam mit seiner Ehefrau Margarethe (1854–1931) legte er – beraten durch seinen Schwager Felix von Ende – den Grundstock für die Krupp’sche Kunstsammlung, in der die bedeutende Sammlung flämischer Wandteppiche (zwischen 1500 und 1760) hervorstach. Für das Amüsement der Krupps und ihrer prominenten Gäste ließ man Tennisplätze, Reitanlagen, Lese- und Spielzimmer sowie ein Gesellschaftshaus mit einer Kegelbahn anlegen.
Die Anzahl der Bediensteten stieg ebenso rapide an wie der Umsatz der Firma: 1876 war man noch mit 66 Angestellten ausgekommen, doch 1902 reichten gerade 570 Mitarbeiter für die „Hofhaltung“ Krupps. In dieser Zeit ist auch ein reger Besucherverkehr auf der Villa festzustellen (siehe auch: Abschnitt „Gesellschaftliches Leben“).

#### 1902–1915: Bertha Krupp von Bohlen und Halbach
Bertha Krupp, die Enkelin des Bauherrn, erbte 1902 das Weltunternehmen im Alter von nur 16 Jahren. Vier Jahre später heiratete sie Gustav von Bohlen und Halbach, der somit der neue Hausherr der Villa Hügel wurde. Das kinderreiche Paar belebte die Villa von Neuem und gab zahlreiche Umbauten in Auftrag (siehe auch: Abschnitt „Umbauten“). Die bereits prächtige Inneneinrichtung erweiterte man mit Überschwang, ebenso die Sammlungen Friedrich Alfred Krupps.

#### 1915–1952: Alfried Krupp von Bohlen und Halbach

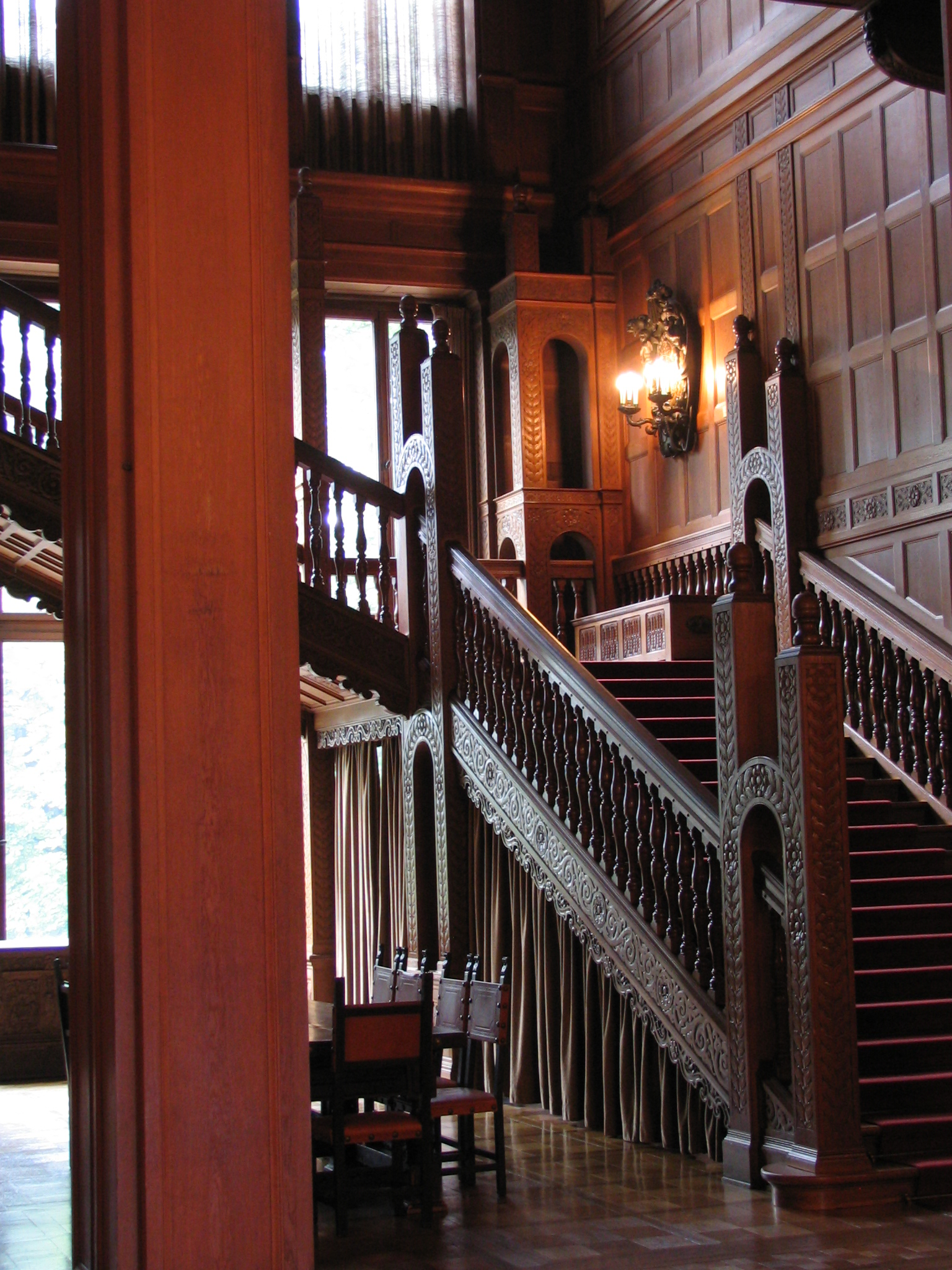
Blick ins Treppenhaus

Der Erste Weltkrieg sowie die 1920er Jahre gingen ohne größere Veränderungen an der Villa vorbei. Allerdings diente die Villa Krupp im Jahr 1929 als Ausrichtungsort einer Konferenz über die Auswirkungen von amerikanischen Reparationsforderungen nach dem Ersten Weltkrieg.
Nach dem Tod von Margarethe Krupp 1931 nutzten Bertha, Gustav und Alfried Krupp von Bohlen und Halbach das Kleine Haus zeitweise als Wohnsitz. Alfried Krupp übernahm 1943 die Firma Fried. Krupp. Er war der letzte Familienangehörige, der die Villa Hügel bewohnte.
Während man die zerstörten Kruppwerke nicht mehr für wert hielt militärisch zu besetzen, gehörte der Sitz der Familie Krupp zu den einzunehmenden „strategischen Positionen“ und wurde im April 1945 durch amerikanische Panzer und Sicherungstruppen gestürmt. Das Anwesen wurde von der amerikanischen Besatzungsmacht beschlagnahmt und zum Sitz der Alliierten Kohlenkontrollkommission erklärt. 1952 erhielt es die Familie zurück.

#### Seit 1952
1953 öffnete die Familie Krupp ihren früheren Wohnsitz für die Öffentlichkeit. Seitdem finden hier Ausstellungen statt. Daneben diente die Villa Hügel weiter als Repräsentationsort für den Krupp-Konzern. 1984 rief Berthold Beitz die Kulturstiftung Ruhr ins Leben, die in der Nachfolge der Villa Hügel e. V. die großen Kunst- und Kulturausstellungen in der Villa organisiert. Das Hauptgebäude mit vielen historischen Räumen ist heute zu besichtigen. Im Nebengebäude, dem Kleinen Haus, ist die Historische Ausstellung Krupp untergebracht. Seit 1905 ist in der Villa auch das Archiv Krupp beheimatet.
Am 26. September 2013 fand in der Villa Hügel die Trauerfeier für Berthold Beitz statt. An dieser nahmen u. a. Bundespräsident Joachim Gauck, Bundestagspräsident Norbert Lammert, NRW-Ministerpräsidentin Hannelore Kraft und der Vorsitzende des Internationalen Olympischen Komitees Thomas Bach teil. Am 10. Februar 2023 wurde im Beisein von Bundespräsident Frank-Walter Steinmeier, NRW-Ministerpräsident Hendrik Wüst und dem Essener Oberbürgermeister Thomas Kufen das 150-jährige Jubiläum der Villa Hügel in der Oberen Halle und im Gartensaal des Gebäudes gefeiert.

## Innere Aufteilung

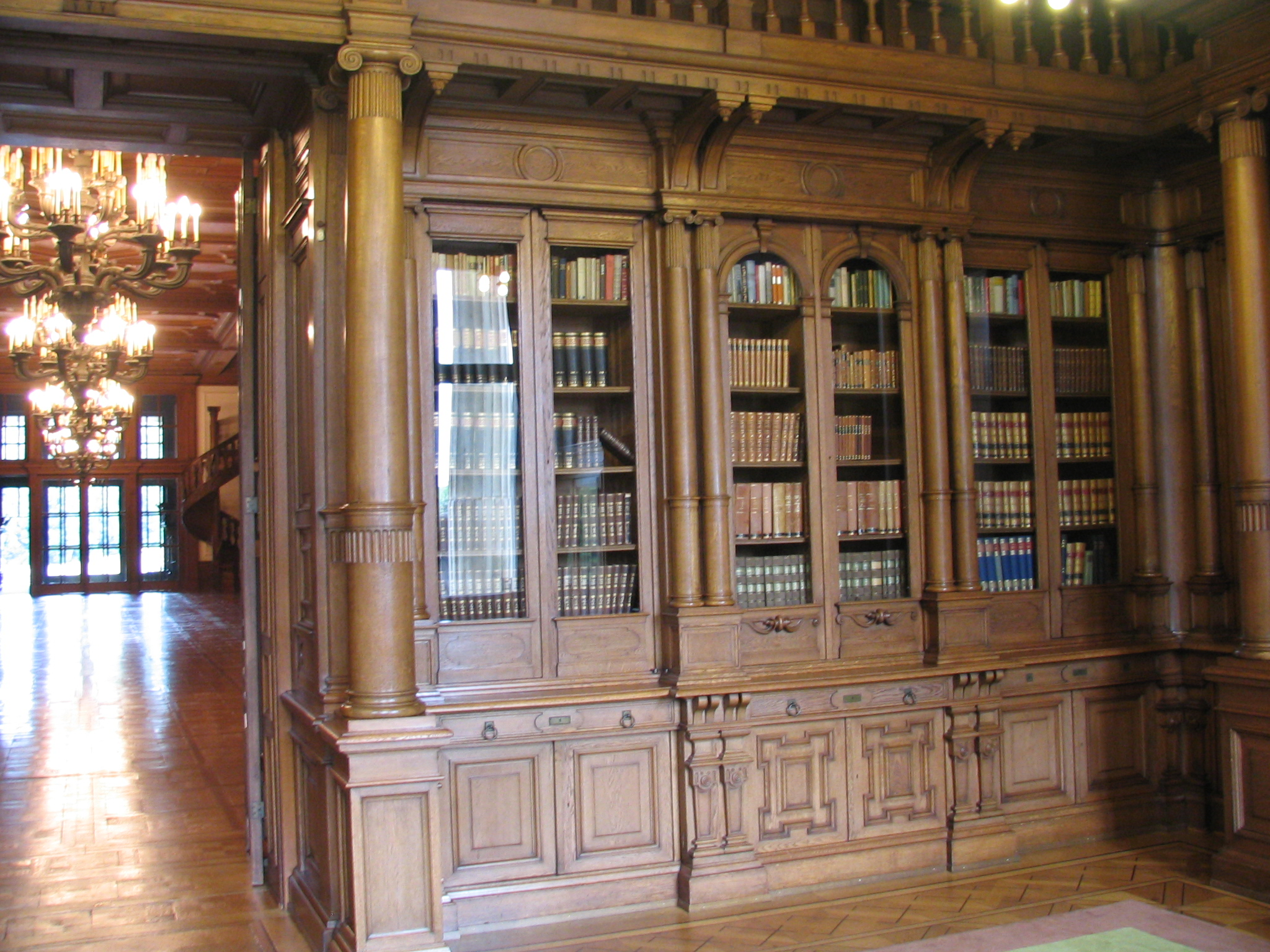
Blick aus der Bibliothek ins Vestibül (2007)

Wie die äußere Erscheinung des Gebäudes wurde auch die Aufteilung im Inneren durch Alfred Krupp selbst festgelegt. Im Erdgeschoss sollten sich die gesellschaftlichen Räume befinden. Diese wurden, in Dreiergruppen zusammengefasst, um die große Halle gruppiert. Der erste Stock war für die privaten Räume vorgesehen. Zu diesen zählten auch private Geschäftsräume. In der zweiten Etage waren, neben den Räumen für das Personal, auch Dachboden- und Stauräume untergebracht. Das Kellergeschoss wurde von der Küche, den Vorratsräumen und den Baderäumen für das Personal eingenommen. Diese Anordnung wurde, auch wenn sich die Wohnvorstellungen der auf Alfred Krupp folgenden Generationen änderten, bis zum Ende der Bewohnung der Villa beibehalten.

## Technische Ausstattung

### Vorgabe
Planungsziel war es, in der Villa die neuesten technischen Errungenschaften dieser Zeit zu installieren.

### Heizung

#### Warmwasserheizung
Alfred Krupp verlangte von der Anlage, dass jeder Raum auf eine individuelle Temperatur beheizt werden könne und die Luft frei von jeglichen Gerüchen zu sein habe.
Die ersten Skizzen dieses Systems stellten das Haupthaus mit einem trommelförmigen, geschlitzten Lüftungsaufsatz dar. Diese erinnerte an die zu dieser Zeit üblichen Systeme zur Belüftung der Krupp-Gussstahlfabrik. Abgesehen von einer aufgesetzten Fahnenstange sollte diese technische Einrichtung auch in keiner Weise kaschiert werden. Krupp entschied sich für eine Niederdruckwarmwasserheizung und ließ diese von den Berliner Kupfer- und Messingwerken C. Heckmann ausführen. Geplant waren zwei Heizkessel, die sich in der Mitte des westlichen Kellergeschosses befanden. Davon versorgte der südliche die östliche Hälfte des Gebäudes, während der nördliche für den westlichen Teil vorgesehen war. Die Versorgungsleitungen wurden unter der Decke des Kellergeschosses verteilt und zweigten dann durch Maueraussparungen senkrecht in die einzelnen Etagen ab. Die Heizkörper waren säulenförmig ausgebildet und standen wie separate Öfen an den Wänden. Die in den Ecken befindlichen wurden dabei wie griechische Säulen mit Kapitellen und Füßen versehen. In den größeren Räumen waren die Heizkörper hinter Verkleidungen versteckt. Alle Heizkörper waren von Röhren durchzogen, durch die Luft strömte. Insgesamt kostete die Anlage rund 100.000 Taler, etwa ein Sechstel der Gesamtkosten.
Dass sich diese Technologie zu dieser Zeit noch in den Kinderschuhen befand, spürten die Krupps bereits unmittelbar nach dem Einzug. Bereits am ersten Tag bezeichnete Alfred Krupp die Ventilation der Heizung als unbrauchbares System. Im Februar schrieb er an den Dresdner Ingenieur Carl Friedrich Emil Kelling: „Im Haus wird Einer nach dem Anderen krank von Zug.“ So musste diese schon nach kurzer Zeit außer Betrieb genommen werden. Dieser Mangel führte schließlich im Sommer 1873 zur Entlassung von Julius Rasch.
In den folgenden Jahren wurde das Heizsystem mehrfach modifiziert und repariert. Die Erwartungen von Krupp erfüllte es nie. Noch der Urenkel von Alfred Krupp, Berthold von Bohlen und Halbach, konnte sich 1982 erinnern, dass regelmäßig zu Beginn jeder Heizperiode die Familie von einer Infektionswelle heimgesucht wurde.
Anzumerken bleibt, dass der Hauptgrund für das Scheitern der ersten Heizungsanlage die Dimension des Haupthauses war. Das gleiche System, das auch im kleineren Logierhaus installiert war, funktionierte zur Zufriedenheit des Hausherrn. Er sagte im Zusammenhang mit den Umbauplänen, „daß das Übrige im kleinen Haus so bleibe, denn die Heizung kann sehr gut reguliert werden“.

#### Erste Warmluftheizung
Im Haupthaus befindet sich eine weniger bekannte Kruppsche Erfindung, die jedoch bis heute vielfach eingesetzt wird: die erste moderne Warmluftheizung der Welt. Diese Kombination aus Heizung und Lüftung ist so gesehen der Vorläufer der Klimaanlage.
Bereits 1873 schlug eine Prüfkommission vor, das System um ein Einblas- und Absaugsystem zu ergänzen. Dies wurde allerdings aus Kostengründen abgelehnt. Ein weiterer Vorschlag war, eine elektrische Beleuchtung einzusetzen. Die Erwärmung der Luft durch die Gasbeleuchtung war ein großes Problem, da diese in Verbindung mit dem Treppenhaus einen großen Teil des Zuges in dem Haus erzeugte. Die junge elektrische Beleuchtung – Edison hatte die Glühlampe im selben Jahr erst patentieren lassen – konnte dieses Problem beseitigen.
Nachdem mehrere Angebote eingeholt waren, wurde am 27. März 1882 eine Krisensitzung im Gartenpavillon der Villa einberufen. Da Krupp offensichtlich aus dem Kompetenzgerangel beim Bau der Villa gelernt hatte, sollte die Leitung des Umbaues in der Hand einer Spezialfirma liegen. Beschlossen wurde zudem, die bisherige Warmwasserheizung durch eine Warmluftheizung zu ersetzen.
Hierzu sollten die Kessel durch sogenannte Caloriferen ersetzt werden. Es war geplant, diese in einem rund 50 Meter vom Logierhaus zu errichtenden neuen Gebäude unterzubringen. Dort sollte die Außenluft angesaugt, auf rund 50 °C erhitzt und in die Gebäude geleitet werden. Geplant war, rund 40.000 m³ Kaltluft pro Stunde zu erhitzen und diese in das Haupt-, Logier- und Bibliotheksgebäude zu leiten. Von diesen sollten rund 27.500 m³ mit 213 Litern Wasser angefeuchtet werden. Ein Teil der vorhandenen Öfen konnte für die neue Heizung genutzt werden. Trotzdem mussten 105 neue Heizöffnungen geschaffen werden, 51 davon im Erdgeschoss. Während die zugeführte Luft in mehrere gemeinsame Rohre innerhalb des Hauses verteilt wurde, erfolgte die Ableitung der Abluft für jeden Raum über ein separates Rohr. Um den Sog zu verstärken, wurden die Rohre aus den Anrichten, Küchen, Spülen und Toiletten mit Gasflammen versehen. Der Austritt der Abluftrohre lag dicht hinter der Dachbalustrade, dabei waren je Zimmer mindestens zwei vorgesehen, wobei die obere im Sommer und die untere im Winter genutzt wurde. Diese konnten sowohl vom Zimmer als auch aus dem Keller gesteuert werden.
Das Heizgebäude war so angeordnet, dass durch das Dach der Bibliothek selbst der 18 Meter hohe Kamin nicht zu sehen war. Dort waren drei Caloriferen angebracht, wobei zwei für das Haupthaus vorgesehen waren. Vorgesehen war, diese mit Hygrometern und Anemometern zu versehen, um die Anlage quasi fernzusteuern.
Die Feuerprobe hatte die Anlage im Winter 1882/83. Wie schon bei der ersten Heizung, lief die Anlage nicht so wie gewünscht. Auf der einen Seite wurden die oberen Räume nicht warm, die Keller- und Erdgeschossräume dagegen so heiß, dass sich das Parkett im Parterre verzog. Zudem waren die Ventilatoren der Anlage im gesamten Haus zu hören. Krupp äußerte Vermutungen, dass beim Bau von den Planungen abgewichen worden sei. So ist ein undatiertes Schreiben überliefert, in dem andere Besitzer des gleichen Heizsystems angeschrieben wurden, um über deren Heizungen und deren Funktion Auskunft zu geben.
Um doch noch zu einem zufriedenstellenden Betrieb der Heizung zu gelangen, ordnete Krupp einen umfassenden Testlauf an. So sollten bei verschiedenen Wetterlagen die verschiedenen Einstellungen der Heizung erprobt werden. Er selbst wollte erst wieder in das Haus ziehen, wenn der Heizer in der Lage war, mindestens 14 Tage die Räume wie ursprünglich vorgesehen zu beheizen. Die Messreihe begann am 8. März 1883 und endete am 31. März bei Temperaturen zwischen −3 °C und +7 °C. In dieser Zeit wurden insgesamt 59,4 Tonnen Kohle und 12,1 Tonnen Koks verbraucht. Der durchschnittliche Wasserverbrauch lag bei 370 Litern pro Stunde.
Ob die Anlage insgesamt zur Zufriedenheit der Benutzer funktionierte, ist nicht bekannt.

#### Zweite Warmluftheizung
Nach dem Bau eines neuen Wasserwerks im Jahr 1914 wurde die Warmluftheizung durch eine moderne Dampf-Fernheizung ersetzt. Diese übernahm zudem auch die Zubereitung des Warmwassers.

### Wasserversorgung
Da offensichtlich der Versorgung der Villa über das Wasserwerk der Stadt Essen, die heutigen Stadtwerke Essen, nicht getraut wurde, gab es bereits 1870 erste Hinweise auf eine Planung für ein separates Wasserwerk. Am 27. Juni 1865 wurde demzufolge ein Vertrag zwischen der preußischen Regierung und Alfred Krupp bezüglich der Entnahme von 300 l Wasser pro Minute abgeschlossen. Da sich nach ersten Kalkulationen der erwartete Wasserverbrauch für die Kruppschen Anlagen größer gestaltete, stellte man einen Antrag auf 0,25 m³ pro Sekunde. Da nicht näher erläutert wurde, wofür eine größere Menge erforderlich war, wurde dieser Antrag abgelehnt. Nachdem der Hinweis zu einer geplanten Versorgung auch der Arbeitersiedlung gegeben wurde, gab man dem Antrag statt und erlaubte die Entnahme von 0,08 m³ pro Sekunde.
Im Wasserwerk wurden Woolfsche Balancier-Dampfmaschinen für die Förderung des Wassers eingesetzt. Dies erfolgte in oberhalb der Villa gelegene Bassins, um auch im Falle eines Ausfalles die Wasserversorgung und vor allem die Bereitstellung von eventuell notwendigem Löschwasser zu gewährleisten. Die Kapazität der Bassins war darauf ausgelegt, den Bedarf von acht Tagen aufzunehmen.
Das Wasserwerk wurde Ende 1874 fertiggestellt, und die drei Pumpen nahmen am 10. Dezember ihren Betrieb auf. 1880 folgte eine vierte Pumpe.
Auch bei der Wasserversorgung gab es Gründe zur Beanstandung. So schrieb Krupp: „Die horizontale Leitung der Rohre und der Druck in denselben verursachen bei jedesmaligem Gebrauch einen Schlag, der in allen Räumen hörbar ist, im Schlafzimmer hört man jedesmal den Gebrauch eines Closetts durch einen Schlag angekündigt.“
1882 begann die Erneuerung der Wasserleitungen. Nichtsdestoweniger nahm die Qualität des Wassers stetig ab. Ab 1897 musste das Trinkwasser abgekocht werden. Alternativ zur Wasserentnahme aus der Ruhr versuchte man die Wasserversorgung über Brunnen zu realisieren, was aber aufgrund der täglichen Menge von 1.925 m³ nicht gelang. Kurzfristig musste sogar Wasser aus dem städtischen Netz bezogen werden. 1901 baute man das Wasserwerk Wolfsbachtal mit einer Jahreskapazität von 12.000.000 m³. Mit diesem versorgte man von da an sowohl die Villa als auch die Gussstahlfabrik. Die benötigte Menge an Wasser betrug im Jahre 1916 rund 600.000 m³. Die alten Pumpen wurden 1952 endgültig durch neue ersetzt.

### Gasbeleuchtung
Anfänglich bestand Alfred Krupp darauf, dass innerhalb des Hauses nur Öl-, Stearin- oder Wachsbeleuchtung eingesetzt werden durfte. Trotzdem wurden in dem Gebäude von Anfang an Gasleuchten installiert. Zunächst sollten nur die Räume des Personals mit Gasbeleuchtung ausgestattet werden, doch schon Planungen aus dem Jahr 1870 wiesen allein für die Baderäume der Familie sieben Gasleuchten aus. 1883 war dann das Haus komplett mit Gas beleuchtet. Aufgrund der nachträglichen Installation der Gasbeleuchtung waren die Absperrhähne und Leitungen im gesamten Haus zu sehen.
Um die Villa mit Gas zu versorgen, wurde am 1. September 1870 der Antrag auf Einrichtung einer Gasfabrik gestellt. Diese wurde am 17. Dezember von der preußischen Landesregierung in Düsseldorf genehmigt. Die Fabrik sollte unterhalb der Villa an der Ruhr liegen. Eröffnet wurde diese im Oktober des folgenden Jahres und lieferte anfangs rund 360.000 m³ pro Jahr. Anfangs reichte diese Kapazität für die Versorgung der Anlage aus. Erst 1907, als der Tagesbedarf auf rund 2000 m³ anstieg, war die Leistungsfähigkeit der Anlage erschöpft. Ab da war man gezwungen, zusätzlich Gas aus der Fabrik zu beziehen. 1911 gab man dann die Gasfabrik an der Ruhr auf. Ab 1926 ging die Versorgung ganz in die Hände der Stadt Essen über. 1935 wurde die letzte Beleuchtung nach rund 64 Jahren von Gas auf Strom umgestellt.
Neben der Beleuchtung wurden zudem die Öfen in der Küche mit Gas beheizt.

### Elektrische Beleuchtung

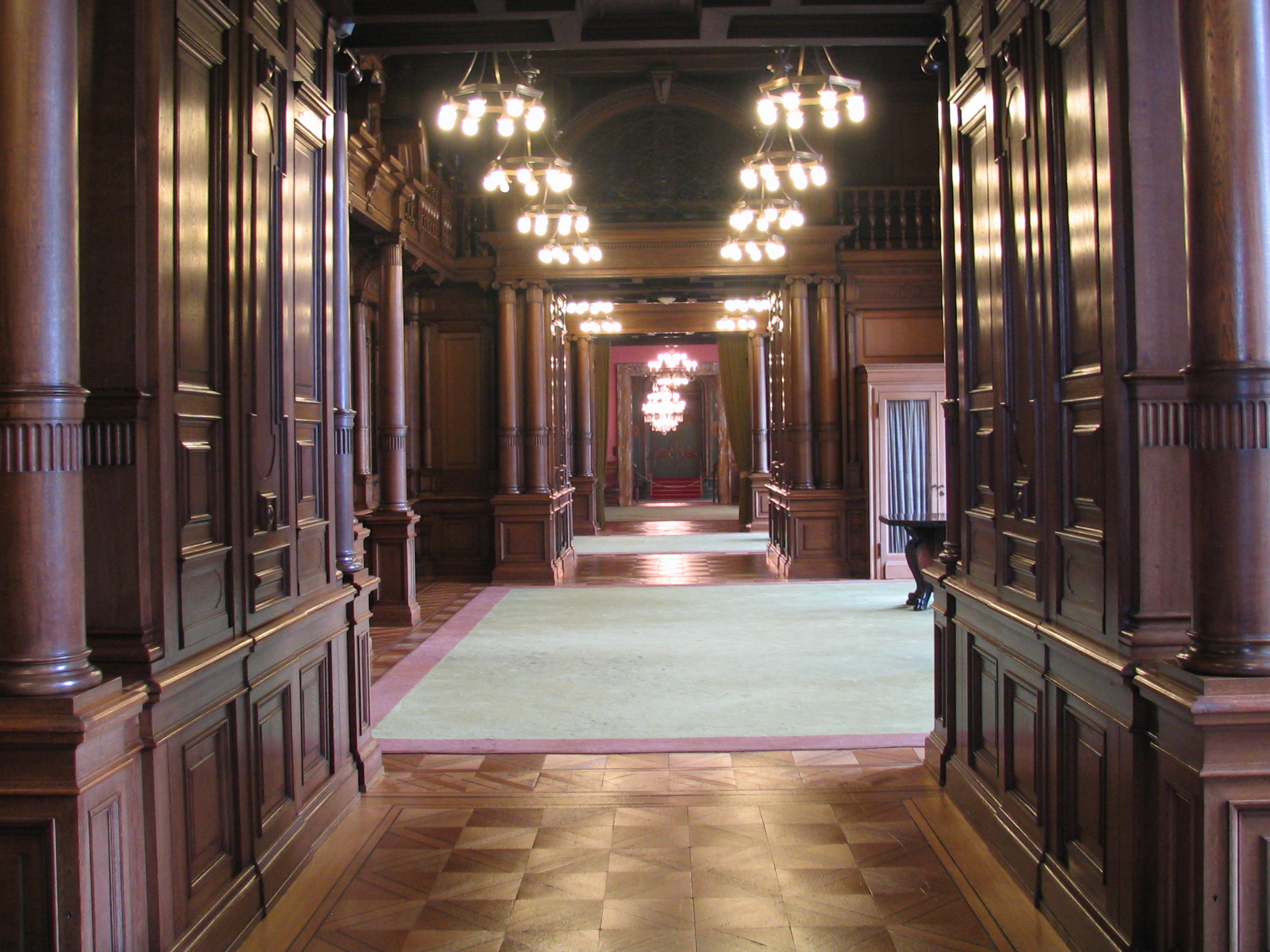
Blickachse (aus der Bibliothek) im Erdgeschoss mit elektrischer Beleuchtung

Bereits beim Bau wurde in der Villa elektrischer Strom verwendet. Zunächst fand dieser allerdings nur für den Betrieb der Telegraphen Verwendung. Elektrische Beleuchtung wurde erst 1880 durch Alfred Krupps Hausarzt Emil Ludwig Schmidt ins Gespräch gebracht, um die durch die Gasbeleuchtung entstehende Zugluft in den Griff zu bekommen. Drei Jahre später wurde nochmals über eine elektrische Beleuchtung nachgedacht. Ein Gutachten von Ernst Hoëcker vom 13. Januar wies nochmals auf die Vorzüge dieser Beleuchtung hin. Aber erst 1889 wurde sie unter Friedrich Alfred Krupp als Beleuchtung eingeführt. Zu diesem Zwecke wurde am 10. Juli durch die Stuttgarter Firma G. Kuhn eine Dampfmaschine installiert. Die dazugehörigen Dynamos wurden zwischen dem 11. Juli und 22. August geliefert. Sieben Jahre später – zwischenzeitlich war schon ein Rundschreiben zur Verhinderung der Stromverschwendung in Umlauf gebracht worden – entstand an der Ruhr ein eigenes Elektrizitätswerk. Dieses wurde der Verwaltung des Wasserwerkes unterstellt. Bereits ein Jahr später musste das Werk um einen weiteren Dynamo erweitert werden. Da man zu diesem Zeitpunkt auf eine Zwischenspeicherung des Stroms in Akkumulatoren angewiesen war, musste auch deren Kapazität kontinuierlich erweitert werden. 1899 war die Kapazität des Akkumulatorhauses mit 1150 Ampere erschöpft. Trotzdem stieg der Verbrauch weiter. Bereits 1905 war der Verbrauch auf 2500 Ampere angestiegen, was bei der damaligen Spannung von 100 Volt rund 250 Kilowatt entsprach.
Eine Anweisung an den Hausmeister aus den Kriegsjahren gibt auch einen Hinweis auf die Leistungsfähigkeit der Warmluftheizung. So sollte der nächtliche Stromverbrauch für die elektrische Beheizung auf 20.000 Watt beschränkt werden. Zudem wurden die Pförtner angewiesen, nachzufragen, ob Beleuchtung für den Empfang erwarteter Gäste genutzt werden dürfe oder nicht. Zudem hatten diese darauf zu achten, diese wieder auszuschalten, wenn der letzte Gast gegangen war.
Ab 1931 wurden Teile der Stromversorgung von RWE übernommen. Hierbei wurden zwei Netze von jeweils 100 Volt Gleichstrom und 380 Volt Drehstrom betrieben. 1935 wurde die Beleuchtung dann nach rund 64 Jahren endgültig von Gas auf Strom umgestellt.

### Telegraphen- und Telefonanlage

#### Extern
Die Telekommunikation in der Villa Hügel wies eine besondere Verflechtung zwischen privatwirtschaftlichem Betrieb und öffentlichem Bereich auf. So waren Teile des Personals sowohl öffentliche Angestellte als auch privat beschäftigt.
Krupp hatte bereits 1867 innerhalb des Werkes Telegraphen für die Kommunikation anbringen lassen. Gleichzeitig legte man eine Leitung zum neu erworbenen Gut Klosterbuschhof. Während die Leitungen auf dem Werksgelände auch von der Firma Krupp betrieben und gewartet wurden, scheint die Verbindung zum Gut nicht unter der alleinigen Kontrolle von Krupp gestanden zu haben. So antwortete der für die Telegraphen auf dem Werksgelände zuständige Gustav Hans Carl Diechmann sinngemäß, dass die Leitungen auf dem Werksgelände in gutem Zustand seien und die auf dem Gelände der Villa gerade erneuert würden, die hiesige Eisenbahn allerdings mehr oder weniger faul sei. Dies lässt vermuten, dass die Leitungen zwischen dem Werk und der Villa durch die Bergisch-Märkische Eisenbahn-Gesellschaft betrieben wurden. Das Verhältnis zwischen Krupp und der Eisenbahn scheint auch in den kommenden Jahren angespannt gewesen zu sein. So forderte 1893 die Hügelverwaltung die Kaiserliche Oberpostdirektion auf, die Eisenbahn darauf zu drängen, die vier Leitungen entlang der Bahnstrecke zu erneuern, um eine weitere Leitung zu erweitern und zusätzlich jeweils zwei Fernsprech- und Telegraphenleitungen speziell für Besuche des Kaisers einzurichten.
Das Telefon zog im Jahr 1880 auf dem Werksgelände ein. 1883 wurde dann die erste Telefonzentrale eingerichtet. Drei Jahre später wurde schließlich auch die Villa mit einem externen Telefonanschluss ausgestattet. Dieser Anschluss kostete einschließlich der Gebühren für die Genehmigung rund 500 Mark.

#### Intern
Neben der externen Telefonanlage gab es auch eine interne Anlage bestehend aus einem Klingel- und Klappensystem. Die Zentrale dieses Systems befand sich im Zimmer des Portiers im Haupthaus. Über einen Knopf wurden dann der Portier und der Diener der jeweiligen Etage alarmiert. Der Portier konnte von seinem Zimmer dann sehen, ob dem Ruf Folge geleistet wurde. Zudem hatte er die Möglichkeit, über einen Induktionswecker das Personal zentral zu wecken. Zudem gab es in den nord- und südöstlichen Zimmern einer jeden Etage ein Galvanometer, das eine Abweichung von der Raumtemperatur direkt an den Heizer melden sollte.

### Uhren
Kurz nach Einzug in die Villa bestimmte Krupp am 15. Dezember 1872 die zentrale Uhr der Villa, die sich im Zimmer des Portiers befand, zur maßgebenden Uhr für den gesamten Konzern. Jeden Morgen um neun Uhr sollte der Verantwortliche für die Turmuhr im Werk telegraphisch benachrichtigt werden, damit diese gestellt werden konnte. Die Turmuhr befand sich am Wasserturm des Werkes in einer Höhe von 53 Metern. Alle übrigen Uhren im Werk sollten dann um zwölf Uhr von möglichst nur einer dazu berechtigten Person entsprechend gestellt werden. Die im Werk befindlichen Uhren durften dann nicht mehr als eine Minute von der Zeit der Turmuhr abweichen. Später wurde dies auf eine halbe Minute reduziert. Geplant war sogar, jemanden damit zu beauftragen, die Uhren der Stadt nach der Turmuhr auszurichten.

### Technisches, Künstlerisches und Musik
Neben diesen zahlreichen technischen Einrichtungen im Haus gab es noch einiges mehr, was den neuesten Stand der Technik dieser Zeit widerspiegelt. So fanden beispielsweise ein hydraulischer Lift und die ersten Filmprojektoren schon bald den Weg in die Villa. Schon bald kam auch ein Pkw in die Garage.
Für den Eingang der heutigen Bibliothek schuf der Bildhauer Max Dennert zwei Sphinxe.

### Orgel
Auf der nördlichen Empore der Oberen Halle befindet sich eine Orgel, die im Jahr 1912 durch die amerikanische Orgelbaufirma Aeolian Organ Company erbaut wurde. Der Bau dieses Instrumentes wurde von Bertha und Gustav Krupp von Bohlen und Halbach in Auftrag gegeben. Genutzt wurde das Instrument für Hausmusik und bei gesellschaftlichen Anlässen.
Im Jahr 1928 wurde das Instrument durch die Orgelbaumanufaktur M. Welte & Söhne (Freiburg) restauriert und um fünf Register erweitert. Nach einer umfassenden Überholung durch die Orgelbaufirma Klais (Bonn) in den Jahren 2002 und 2003 ist das Instrument wieder spielbar.
Die Register stehen auf Taschenladen von Aeolian bzw. Welte und sind weitgehend auf beiden Manualen spielbar. Das Instrument ist als ganzes schwellbar.
Die Orgel verfügt über einen Welte-Rollen-Apparat zum automatischen Abspielen von sog. Künstlerrollen.
2019 wurde das Instrument um einen Midi-Player erweitert, der das Vorführen der Orgel im Rahmen von regelmäßigen Führungen ermöglicht.
| I. Manual C–c4 |                      |       |
| 1.             | Principal            | 8’    |
| 2.             | Vox coelestis        | 8’    |
| 3.             | Viol d’orchestre     | 8’    |
| 4.             | Gambe                | 8’    |
| 5.             | Flöte                | 4’    |
| 6.             | Bourdon              | 8’    |
| 7.             | Clarinette           | 8'    |
| 8.             | Vox Humana           | 8’    |
| 9.             | Saxaphon *           | 8’    |
| 10.            | Traversflöte *       | 8’    |
| 11.            | Oboe *               | 8’    |
| 12.            | Sesquialter II *     | 2 ⁄3′ |
|                | Tremolo Aeolian-Lade |       |
|                | Tremolo Welte-Lade   |       |

| II. Manual C–c4 |                              |       |
| 13.             | Principal (= Nr. 1)          | 8’    |
| 14.             | Vox coelestis (= Nr. 2)      | 8’    |
| 15.             | Viol d’orchestre (= Nr. 3)   | 8’    |
| 16.             | Gambe (= Nr. 4)              | 8’    |
| 17.             | Flöte (= Nr. 5)              | 4’    |
| 18.             | Bourdon (= Nr. 6)            | 8’    |
| 19.             | Clarinette (= Nr. 7)         | 8’    |
| 20.             | Vox Humana (= Nr. 8)         | 8’    |
| 21.             | Saxaphon (ab c0) (aus Nr. 9) | 16’   |
| 22.             | Traversflöte (= Nr. 10)      | 8’    |
| 23.             | Oboe (= Nr. 11)              | 8’    |
| 24.             | Sesquialter II (= Nr. 12)    | 2 ⁄3′ |
| 25.             | Trompete *                   | 8'    |

| Pedal C–f1 |                    |     |
| 26.        | Subbaß             | 16’ |
| 27.        | Flöte (= Nr. 10)   | 8’  |
| 28.        | Saxaphon (= Nr. 9) | 8'  |

Die fünf mit * gekennzeichneten Register wurden 1928 von Welte eingebaut und befinden sich in der Orgel rechts auf einer eigenen Lade.
- Koppeln:
  - Normalkoppeln: II/I, I/P, II/P
  - Suboktavkoppeln: I/I, II/II
  - Superoktavkoppeln: I/I, II/II, II/I
- Spielhilfen: Absteller (Aequallage in I, in II), jeweils drei feste Kombinationen in I und II (Piano, Mezzoforte, Forte), 5-stufiges Registercrescendo, Gesamtschwelltritt für die Jalousien vor der Orgelkammer
- Nebenregister: Chimes, Harp, jeweils wahlweise von I oder II spielbar

## Umbauten

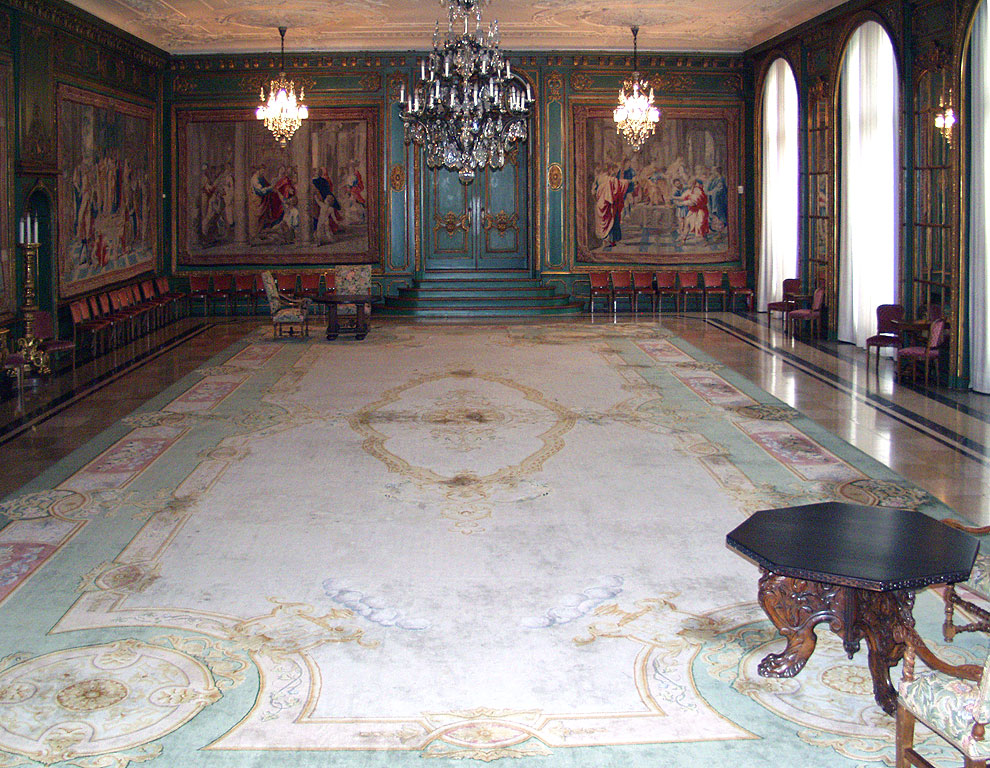
Gartensaal mit Gobelins

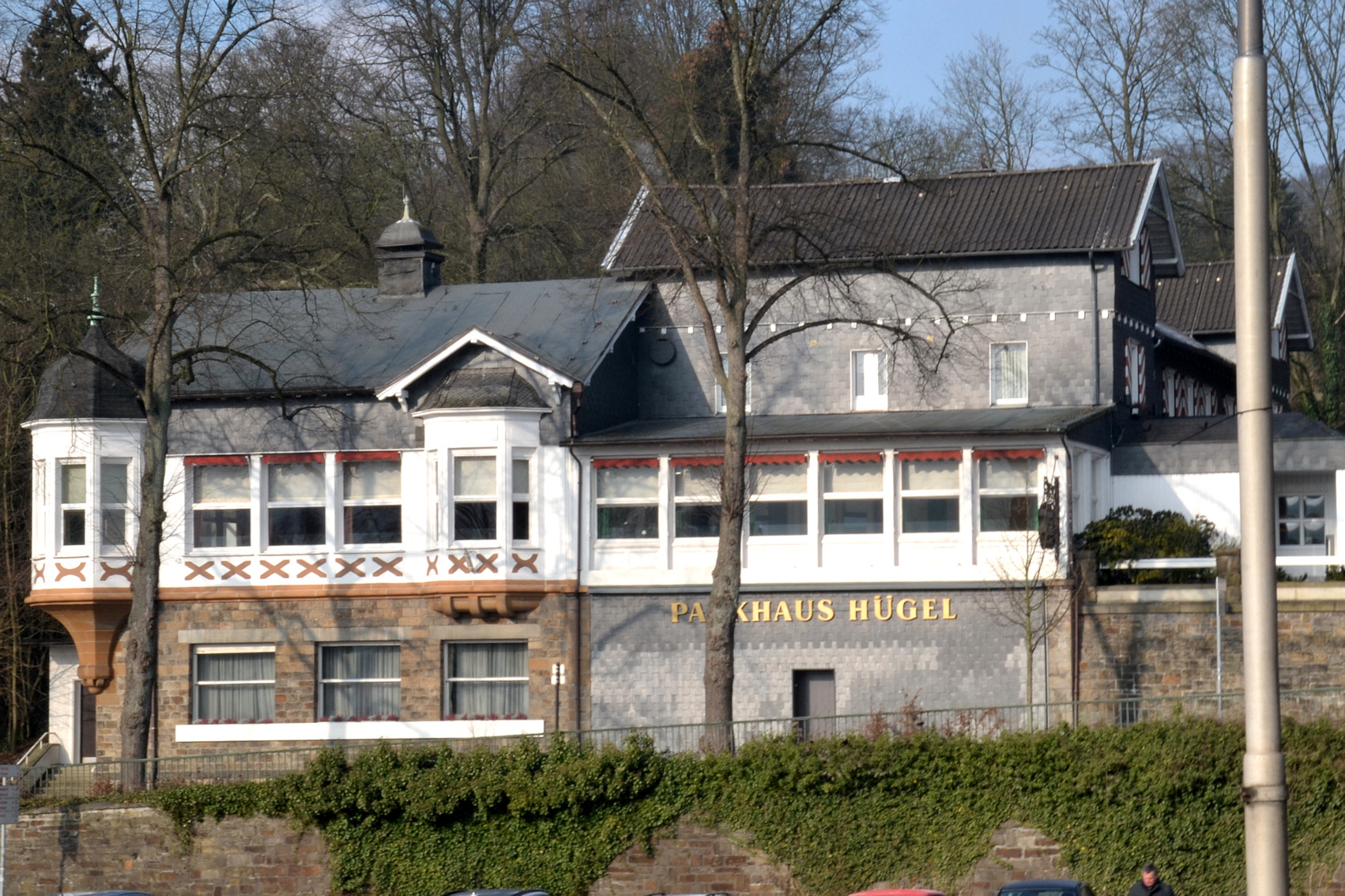
Parkhaus Hügel

Nach Alfred Krupps Tod wurde die Inneneinrichtung der Villa im Stil der Zeit komplett erneuert, nur in Seitenbereichen ist die alte Anlage noch erkennbar (Treppenhäuser, Gesindebereiche, Geländer). Die Anlage besteht aus einem kleineren Gebäude sowie dem Haupthaus, die über einen langen Trakt aus Bibliothek und Festsaal miteinander verbunden sind. Zum Zeitpunkt ihres Baus galt die Villa Hügel wegen der von Alfred Krupp gewollten und großenteils persönlich mitgeplanten modernen Technik als Anschauungsobjekt des technischen Fortschritts.
Zur ursprünglichen Anlage gehörte ein vollständiger Bauernhof, der vor dem Nebenhaus lag, um eine autarke Versorgung zu gewährleisten. Auch dieser wurde relativ schnell wieder abgerissen, da er das repräsentative Gesamtbild störte.
Zum erweiterten Ensemble der Gebäude von Villa Hügel gehören die 1870 als Restaurationsbetrieb der Bauverwaltung der Villa errichtete Bierhalle Hügel, die heute ein Restaurant und ein Hotel beherbergt, und der auf halber Hanghöhe zum Baldeneysee gelegene Bahnhof Hügel. 1894 wurde ein Spielhaus, das sogenannte Spatzenhaus, für die Krupptöchter Bertha und Barbara errichtet.
Bei der Anlage des riesigen Parks ließ Alfred Krupp ausgewachsene Bäume anpflanzen, um noch zu seinen Lebzeiten den Park im „Endzustand“ zu sehen. Abgestorbene Bäume wurden kurzerhand durch „neue alte“ ersetzt, was dazu führte, dass der Baumbestand im Park der Villa Hügel erheblich älter ist als die Gesamtanlage. Der Park ist heute etwa 28 Hektar groß und wurde in der Nachkriegszeit zu einem englischen Landschaftspark umgestaltet.
Seit 1953 finden im Haupthaus regelmäßig bedeutende Kunstausstellungen statt. Seit Jahrzehnten gibt es mehrmals im Jahr auch Konzertveranstaltungen, unter anderem vom Folkwang Kammerorchester. Das östliche Nebengebäude enthält eine ständige Ausstellung zur Familien- und Firmengeschichte. Park und Gebäude können gegen einen geringen Obolus besichtigt werden, sofern keine Ausstellungen oder Sonderveranstaltungen der Krupp-Stiftung stattfinden.

## Personal

Dienstmädchen der Familie Krupp beim Freizeitvergnügen im Park

Die Personalstruktur auf der Villa war detailliert reglementiert. An der Spitze des Personals stand der Hausmeister, der von Alfred Krupp als eine Vertrauensperson angesehen wurde, welcher „der Vermittler unseres Willens“ sein sollte. Ihm zur Seite standen der Koch und die Zimmerhaushälterin, die jeweils das Personal ihres Bereiches unter sich hatten. Alle anderen waren dem Hausmeister direkt unterstellt.
Hinzu kamen zahlreiche Angestellte unterschiedlicher Art. Unter ihnen befanden sich Ärzte, Bibliothekare, Büglerinnen, Friseure, Gärtner, Hausdiener, Haushälterinnen, Hausmädchen, Kinderfräulein, Köche, Küchenmädchen, Kutscher, Laufjungen, Näherinnen, Präparatoren, Portiere, Schneiderinnen, Servierdiener, Stallknechte, Verwalter, Viehmädchen, Wäscherinnen und Weißzeugnäherinnen. Im Jahre 1903 standen insgesamt 502 Personen auf der Gehaltsliste. Diese Zahl reduzierte sich Ende 1905 auf 421 und stieg bis 1914 wieder auf 648 an. Neben diesen Festangestellten waren, je nach Bedarf, zeitlich befristete Kräfte angestellt, z. B. für große Gesellschaften.
Das Personal war zum großen Teil im unmittelbaren Bereich der Villa angesiedelt und wurde auch von den Betrieben auf dem Hügelgelände in weiten Bereichen versorgt. So stand dem Personal der Konsumladen zur Verfügung, in dem sie zu günstigen Preisen aus einem reichhaltigen Sortiment auswählen und einkaufen konnten. Angestellte wurden zum großen Teil aus den umliegenden Arbeiterquartieren und Bauerschaften angeworben.
Insgesamt herrschte ein strenges Regiment. Vom Personal wurde neben Redlichkeit, Pünktlichkeit, Gehorsam, Bescheidenheit, Reinlichkeit und Ordnungssinn vor allem absolute Verschwiegenheit erwartet. Darüber hinaus waren persönliche Beziehungen oder gar Verhältnisse zwischen den Angestellten strengstens verboten und wurden bei Missachtung mit der Kündigung geahndet. Auch auf einen sorgsamen Umgang mit dem Inventar wurde großer Wert gelegt. So war beispielsweise 15 Prozent Porzellanbruch erlaubt. Alles was darüber ging, wurde vom Lohn des Personals einbehalten. Trotz dieser aus heutiger Sicht rigiden Regelungen kamen Verstöße so gut wie nie vor.
Die Einschränkungen wurden durch eine außerordentlich gute Bezahlung kompensiert. Der Portier erhielt unter Alfred Krupp rund 1400 Goldmark Jahresgehalt. Hinzu kamen Naturalien aus der Bewirtschaftung des Hofes sowie Trinkgeld: Dieses wurde zentral gesammelt und floss in die Trinkgeldkasse. Anschließend wurde es gemäß einer Verhältniszahl jedes halbe Jahr an das Personal verteilt. So hatte beispielsweise der Küchenchef eine Verhältniszahl von 40, die Haushälterin von 30, die Kammerdiener von 25. Zum Vergleich: ein Facharbeiter hatte ein Jahresgehalt von 1200 Goldmark. Für besonders langgediente Mitarbeiter gab es zudem Urlaub und eine gesonderte Pensionskasse.

## Gesellschaftliches Leben

### Überblick

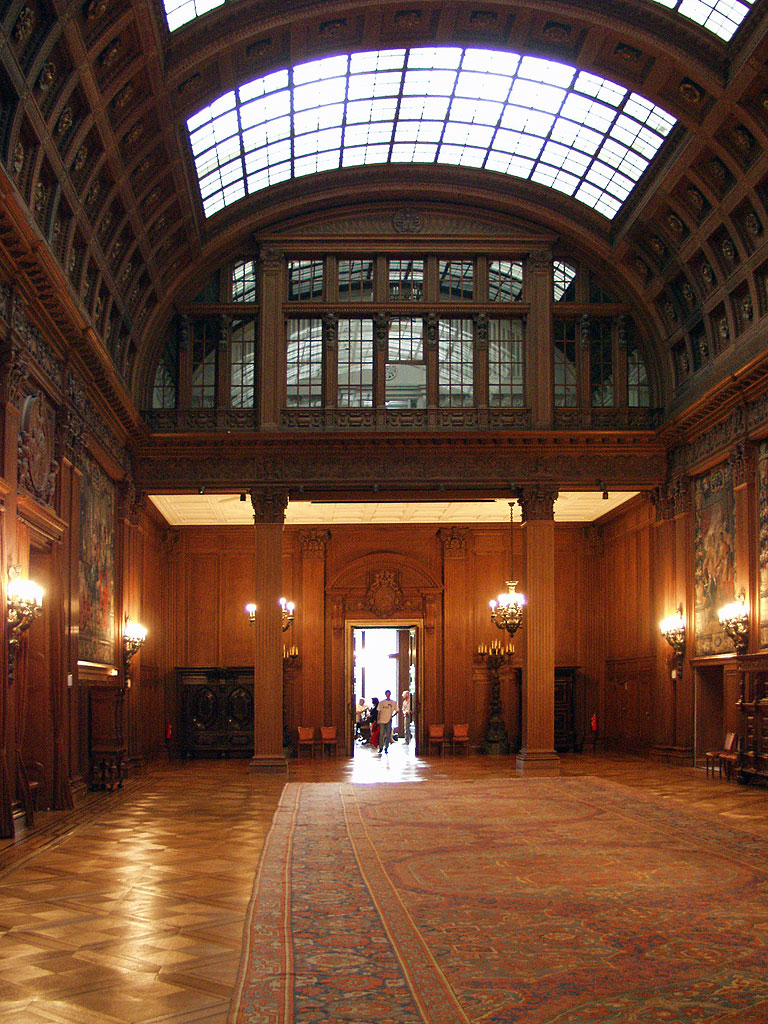
Der Saal im ersten Stock, zugleich Konzerthalle der Hügel-Konzerte

In der Villa fanden regelmäßig größere Festveranstaltungen statt. Auffallend hierbei ist, dass nur ein Teil der Eingeladenen auch erschien. So waren zu einem Ball am 4. Februar 1914 588 Personen eingeladen, von denen jedoch nur 386, also rund zwei Drittel, zusagten. Besonders der Hochadel aus dem Rheinland machte kaum Anstalten, zu den Bällen Krupps zu erscheinen. Auch Vertreter anderer Stahlfirmen oder von Banken fehlten oft. Regelmäßig erschienen die Vertreter der Regierung, der Gerichte, der Eisenbahnen, der Kommunalpolitik und der Unternehmerverbände. Seltener kamen Personen aus dem Bereich der Kunst, des Theaters oder der Literatur. Vor allem aber waren Vertreter des Militärs anwesend, was die Stellung der Firma als Waffenlieferant widerspiegelte.

### Kaiser Wilhelm II. in der Villa Hügel
Ein entscheidender Wandel im gesellschaftlichen Leben auf der Villa Hügel setzte mit dem Amtsantritt von Kaiser Wilhelm II. im Jahre 1888 ein. Hatten noch die Vorgänger des Kaisers, Wilhelm I. und Friedrich III., ein distanzierteres Verhältnis zur Familie Krupp, änderte sich dies mit dem technikbegeisterten Kaiser Wilhelm II. In den Jahren bis zum Krieg besuchte der Kaiser die Villa elf Mal. Um den Besuchen gerecht zu werden, entsandte Friedrich Alfred Krupp seinen Hausmeister nach Berlin zur Hochzeit von Friedrich Leopold von Preußen am 24. Juni 1889 zur Beobachtung.
Der erste Besuch Wilhelms II. fand am 20. Juni 1890 statt. Das Programm begann um neun Uhr morgens mit dem Eintreffen des Kaisers am Hauptkontorgebäude. Es folgte ein Rundgang durch drei Werkstätten, zwei Kanonenwerkstätten, den Lafettenbau und den Schießstand. Nach einer Erfrischung um elf ging es zum Stammhaus Krupp zu einer Besichtigung des Schmelzofens. Anschließend ging es weiter zur Kruppschen Volksschule und zur Haushaltsschule Schederhof. Das Mittagsmahl wurde im „kleinen“ Kreise eingenommen, bestehend aus Flügeladjutanten, den Chefs des Militärkabinettes Emil von Albedyll und des Geheimen Zivilkabinettes Hermann von Lucanus, dem Erzieher des Kaisers Georg Ernst Hinzpeter, dem Leibarzt Carl Fritz Wilhelm Förster, dem Regierungspräsidenten Hans Hermann von Berlepsch, dem Landrat Joseph Anton Friedrich August Freiherr von Hövel, dem Oberbürgermeister Gustav Hache, einem weiteren halben Dutzend Direktoren, drei nicht näher benannten Damen und dem Chef des Hauses Krupp. Dazu sang ein Männerquartett. Der Besuch endete um kurz vor halb zehn mit der Abreise des Kaisers. Die Besuche und das Programm in den folgenden Jahren wurden immer aufwendiger. So gab es 1896 bereits vierzig Gedecke und der obligatorische Chor bestand aus 1100 Personen.
Am 15. Oktober 1906 fand im Beisein des Kaisers die Hochzeit zwischen Bertha Krupp und Gustav von Bohlen und Halbach statt. Insgesamt dauerten die Feierlichkeiten fünf Tage. Geladen waren 125 Gäste, zudem 60 Beamte und Angestellte, 10 Arbeiter und 19 pensionierte Kruppianer. Hinzu kamen die Familienangehörigen der Gäste. Die Sicherheit wurde groß geschrieben. Um auf das Gelände der Villa zu gelangen, musste ein Passierschein vorgelegt werden und es verkehrten Patrouillen im Park. Für die Durchführung der Festivitäten wurden fünf Köche, 19 Kellner, 10 Putzfrauen, 19 Schreiner, drei Sattler und zwei Elektriker eingestellt.
Das größte Fest vor dem Krieg war die 100-Jahr-Feier am 8. und 9. August 1912. Hierzu reiste der Kaiser in der Nacht des 7. August an und blieb mitsamt seinem Hofstaat bis zum 9. August. Unter den Gästen waren unter anderem Prinz Heinrich, Reichskanzler Theobald von Bethmann Hollweg und Großadmiral Alfred von Tirpitz. Das Fest begann am Morgen mit der Ankunft des Kaisers. Nach dem Frühstück folgte eine Fahrt in die Stadt, wo vor dem Gebäude des Bergbaulichen Vereins die Begrüßung durch den damaligen Oberbürgermeister Wilhelm Holle erfolgte. Der Festakt fand im Lichthof der Firmenzentrale mit diversen Ansprachen statt. Es folgte eine Werksbesichtigung. Am Abend fand ein Festmahl mit 450 geladenen Gästen statt. Nach dem Mahl folgten zwei Reden von Gustav Krupp von Bohlen und Halbach und Kaiser Wilhelm II. Am zweiten Tag folgten nochmals Werksbesichtigungen.

## Hügelpark
Die Parkanlage wurde von Alfred Krupp ab 1869 geplant und 1883 in seinem Sinne fertiggestellt. Nach seinem Tod 1887 wandelte sich der Park unter seinem Sohn Friedrich Alfred Krupp, und später Bertha Krupp von Bohlen und Halbach, mehr und mehr zu einem Repräsentationsobjekt. In den 1950er- und 1960er-Jahren erfuhr der Park eine umfassende Umgestaltung zu einem englischen Landschaftspark.

## Nebengebäude

### Gärtnerei
Der Gärtnerei unterstanden die Garten- und Parkgestaltung. Zu diesem Zweck war sie in eine Nutz- und eine Aufzuchtsgärtnerei unterteilt. Zudem verfügte sie über eine meteorologische Beobachtungsstation.
Erster Obergärtner war Friedrich Bete. Er hatte diesen Posten fast vierzig Jahre inne und konnte in dieser Zeit den Ökonomiehof vergrößern und den Wildpark zum westlichen Park ausbauen. 1897 wurde er von Friedrich Veerhoff abgelöst. Dieser hatte seine Ausbildung in Kassel in der Königlichen Hofgärtnerei Wilhelmshöhe absolviert und war anschließend in Erfurt, Wien und Potsdam tätig. Gleich zu Beginn seiner Tätigkeit konnte er seinen Etat für die Gärtnerei vergrößern und weitere Gehilfen einstellen. Zudem baute er den Park und die Treiberei weiter aus.
Wie dem anderen Bereich der Villa war auch die Gärtnerei der Hügelverwaltung direkt unterstellt und musste eine Etatberechnung anfertigen. Die Aufstellung musste unter Alfred Krupp noch sehr detailliert erfolgen. So musste jede Pflanze einzeln aufgelistet werden. Später konnten sie zu größeren Posten zusammengefasst werden.

### Große Pavillons
Die beiden großen Pavillons befanden sich an der südwestlichen und südöstlichen Ecke der Pergola. Sie tauchen erstmals in der Planung von Brachewitz aus dem Jahr 1870 auf und waren als klassizistischer Tempelbau geplant. Später waren sie im dorischen Stil dargestellt und wurden in dieser Form auch 1872 ausgeführt. Die Innenausstattung wurde von Heinrich Heidsiek entworfen. Zum Zeitpunkt ihrer Ausführung waren diese beiden Pavillons die einzige Verbindung zwischen dem Wohnbereich und dem unteren Terrassenbereich. Heute befinden sich an dieser Stelle Wege in den unteren Parkbereich. Sie wurden im Zuge der Umgestaltung 1961 angelegt.

### Kleine Pavillons
Die beiden kleinen Pavillons waren als direkter Übergang zwischen dem Wohngebäude und dem Laubengang vorgesehen. Sie hatten in der Planung von 1878 einen quadratischen Grundriss und waren zu den Garten- und Pergolaseiten hin offen. Vor den Eckpfeilern befanden sich zusätzlich toskanische Säulen. Die ursprüngliche Innengestaltung wurde ebenfalls von Heinrich Heidsiek entworfen. Ob diese umgesetzt wurde, ist nicht bekannt. Ab 1883 befanden sich im nordwestlichen Pavillon ein Standbild von Wilhelm II. und im nordöstlichen eins von Kronprinz Friedrich Wilhelm Victor August Ernst.

### Laubengang
Der Laubengang wurde zeitgleich mit den beiden großen Pavillons errichtet und trennte den oberen vom unteren Terrassenbereich. Er wurde von einer Seite aus einer Wand von 16 Eisensäulen und auf der anderen von 16 Eichensäulen gebildet. Die Seite zum Garten aus Eichensäulen war offen, während sich zwischen den Eisensäulen Holzgitter und Holzrollos als Begrenzung fanden. Das Dach wurde von hölzernen Trägern, aus Eichenholzbalken und kreuzförmigen Streben bestehend, gebildet. Holzbalken dienten quer als die eigentliche Bedachung.

### Stibadium
In der Mitte des Laubengangs befand sich das Stibadium. Es bestand aus einer mittleren und sechs im Halbkreis angeordneten Steinsäulen, die sich auf einer Terrasse über der künstlichen Grotte befanden. Auf diesem war das Glasdach gelagert, das sich auf einer Holzkonstruktion befand. In der Mitte war ein Wasserbecken angeordnet. Die mittlere Säule und das Dach wurden nach 1900 demontiert.

### Grotte
Die Grotte befand sich zwischen den beiden Terrassen unterhalb des Stibadiums. Obwohl Alfred Krupp erkannte, dass die Gefahr bestand, dass die Grotte als unnatürlich erkannt werden konnte, wurde diese umgesetzt. Der Bau wurde 1871 begonnen und bestand nach der Fertigstellung aus drei Ziegelgewölben, die mit Kalktuff verblendet wurden. Dass Krupp von der Umsetzung nicht angetan war, den ersten Bau ließ er abreißen, zeigt sich in seinen Worten, dass seiner Ansicht nach die Architekten „solches dummes Zeug […] bauen, dafür Geld verschwenden“. 1883 wurde die Grotte mit Bepflanzung versehen, so dass sie nicht mehr auf den ersten Blick zu sehen war.

### Ökonomiehof
Der Ökonomiehof basierte auf dem ehemaligen Hof des Bauern Großbodt, der sich auf dem ursprünglichen Gelände des Gutes befand. Teile des Hofes wurden abgerissen, während andere Teile umgebaut und erweitert wurden. Hier sollten die Pferde und Wagen samt den Hausbeamten untergebracht werden. Die Reitställe waren in Ost-West-Richtung angelegt und bildeten zwei Höfe. Der nördliche Hof umschloss dabei eine Reithalle, während der südliche einen offenen Reithof bildete. Über diesen Marstall hatte sich Krupp zudem ein kleines Arbeitszimmer bauen lassen. Ebenfalls im Ökonomiehof befand sich eine Remise für zwanzig Wagen mit einer Wohnung für die Beamten im ersten Stock. Diese stürzte allerdings bereits 1891 bei einem Orkan zusammen und wurde als unverputzter Ziegelbau wieder errichtet. 1896 folgte eine Erneuerung der Reithalle und des Pferdestalls. Auffallend war, dass die Geschirrkammer des Pferdestalls sehr üppig ausgestattet war. So war sie beispielsweise mit einer Stuckdecke und Jugendstildekor versehen und besaß eine Bibliothek mit Lesezimmer sowie ein Spielzimmer mit Billardtisch für die Angestellten.

### Beamtenhäuser
Insgesamt wurden drei Häuser für die angestellten Beamten errichtet. Das erste befand sich südlich neben dem Ökonomiehof und wurde 1871 errichtet. 1872 folgte das zweite an der Hauptzufahrt und 1873 das dritte nördlich des Ökonomiehofes an der Hauptallee. Die Häuser wurden aus unverputzten Ziegeln in einfachem Baustil errichtet.

### Kolonie Brandenbusch
Ab 1895 wurde im nördlichen Bereich der Anlage speziell für die Arbeiter auf dem Gelände die Siedlung Brandenbusch errichtet. Diese Anlage umfasste 1897 insgesamt 34 Gebäude. Im Stile eines Dorfes gebaut, fanden sich dort neben dem Wohngebäude noch ein Arbeiterlogierhaus für 24 Personen, eine Dampfwäscherei, ein Spritzenhaus und eine Räucherkammer. Alle Wohnhäuser bestanden aus zwei symmetrischen Hälften und waren mit Keller und Dachboden versehen. Das Leben in diesem Bereich war streng reglementiert. Verboten war das Schießen mit Feuerwaffen und Windbüchsen, die Anlage von Ställen, Gerüsten, „häßlichen Wäschepfählen“ und „häßlichen Beeteinfassungen“.

### Gärtnerei
Die Gärtnerei war in drei Bereiche unterteilt: die Treiberei, die Obstbaum- und die Gemüsegärtnerei. Diese Aufteilung wurde wahrscheinlich vom Bauern Großbodt übernommen. Das Treibhaus wurde 1871 errichtet und 1872 um ein Blumen-, ein Ananas- und drei Weintreibhäuser sowie eine Orangerie erweitert. Diese Gärtnerei bildete den Grundstock der später als Hügelgärtnerei über die Grenzen von Essen bekannt gewordenen Einrichtung. Unter Alfred Friedrich Krupp wurde die Gärtnerei erweitert. 1890 kam ein Haus für die Lehrlinge, 1895 ein Lorbeerhaus, 1897 ein Küchengebäude und ein Bürogebäude hinzu. Auch die Treiberei wurde erweitert. So wurde 1903 die Orangerie durch einen größeren Bau ersetzt und bis 1914 ein größeres Gewächshaus für Orchideen eingerichtet.
1972 wurde die Gärtnerei im Park aufgelöst, lediglich die Verwaltung verblieb im Park. Der Garten- und Landschaftsbau Hügelgärtnerei mit rund 120 Mitarbeitern zog zur Altendorfer Straße. Von hier aus werden die Außenanlagen des Krupp’schen Wohnungsbaus betreut. Aufträge diverser Wohnungsbau-Gesellschaften ergänzen das Tätigkeitsfeld. Die Pflege des Parks wird weiterhin von der Hügelgärtnerei übernommen.
Blumenbinderei
Die Blumenbinderei blieb mit zwei Treibhäusern bestehen. Sie belieferten den Konzern mit Blumen und Pflanzen. Später belieferte die Binderei auch die heutige Messe Essen mit Blumen und Pflanzen. 1978 wurde die gesamte Binderei (Floristik) aus dem Konzern aufgelöst und privatisiert. Diese wurde von dem damaligen Abteilungsleiter und Blumenbindemeister (heutige Bezeichnung Floristenmeister) Josef Scheiermann übernommen. 1981 übernahm Michael Scheiermann die Geschäfte.

### Spatzenhaus

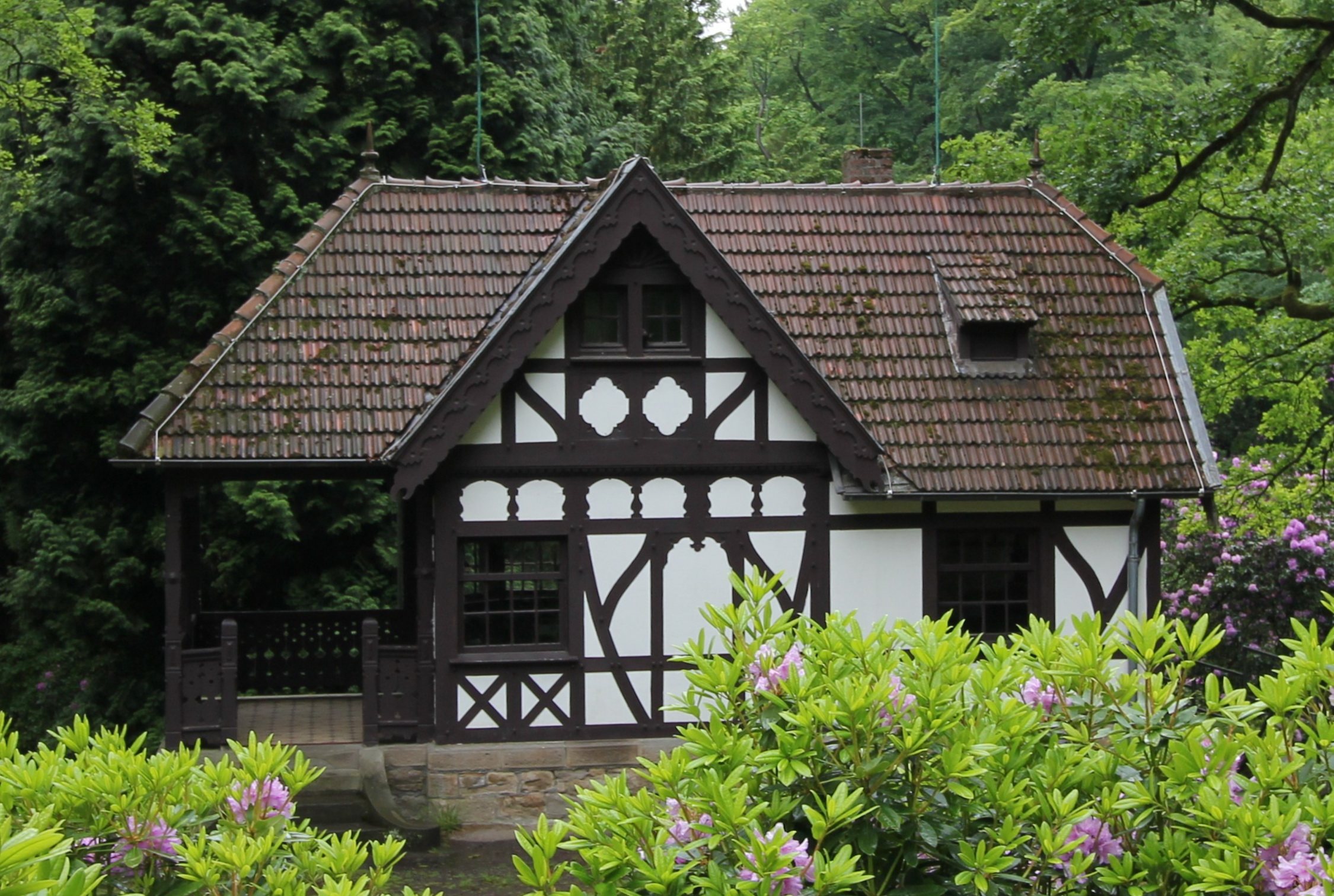
Spatzenhaus für die Töchter Bertha und Barbara

Unter Friedrich Alfred Krupp entstand im Jahr 1894 das sogenannte Spatzenhaus als Spielhaus für die Töchter Bertha und Barbara. Dieses Fachwerkhaus wurde an einem Hang zwischen Schlucht und der Terrassenmauer angelegt und umfasst unter anderem ein Spielzimmer und eine im bäuerlichen Stil eingerichtete Küche. Zusammen mit einer Holzlaube umschloss es einen Kinderspielplatz. Hier sollten Krupps Töchter spielerisch das Hausfrauendasein erlernen. Das Gästebuch des Spatzenhauses verzeichnet unter anderem Kaiser Wilhelm II. und Kaiserin Auguste Viktoria als Gäste.

### Neues Gästehaus
1914 folgte mit dem neuen Gästehaus das letzte neu errichtete Gebäude auf dem Gelände der Villa Hügel. Heute befinden sich dort Räume der Alfried Krupp von Bohlen und Halbach-Stiftung. Errichtet wurde es an der südöstlichen Ecke des Werkstatthofes. Es ersetzte das alte Gästehaus, das mittlerweile durch Margarethe Krupp bewohnt wurde. Das zweigeschossige, mit Ziegeln verblendete Gebäude verfügte über Arbeits-, Logier- und Speisezimmer sowie Küche und Bibliothek.

### Belvedere
Neben den realisierten Gebäuden gab es drei Projekte, die zwar geplant, aber nie umgesetzt wurden. Eines davon war das Belvedere. Es sollte an die südöstliche Ecke der Mauer gebaut werden, um zu verhindern, dass die Bergisch-Märkische Eisenbahn-Gesellschaft die Trasse ihrer Eisenbahnlinie von Essen über Werden nach Kettwig durch den Bereich der unteren Terrasse legen konnte. Geplant war es als zweigeschossiges Gebäude, in dem auch die Wohnung des Portiers untergebracht werden sollte. Der untere Teil stellte eine Verlängerung der Futtermauer dar, während das eigentliche Belvedere darüber angeordnet werden sollte. Von diesem Gebäude wurde nur der Sockelbau mit der Wohnung des Portiers umgesetzt.

### Japanischer und Chinesischer Pavillon
Ein zweites Projekt, das nicht realisiert wurde, waren zwei Pavillons im japanischen und chinesischen Stil. Sie sollten zum Besuch einer japanischen und chinesischen Delegation 1872 errichtet werden. Die Ausstattung, unter anderem ein Springbrunnen, sollte jeweils landestypisch gestaltet werden.

### Große Brücken im westlichen Park
Als drittes nicht umgesetztes Projekt war eine Brücke im westlichen Park geplant. Sie sollte nordöstlich des Wohnhauses beginnen und in den westlichen Park führen. Krupp war zwar von der Planung angetan, entschied sich allerdings aufgrund der hohen Kosten gegen die Umsetzung. Stattdessen wurden mehrere kleine Brücken errichtet.